# Llista d'asteroides (443001-444000)
Llista d'asteroides del 443.001 al 444.000, amb data de descoberta i descobridor. És un fragment de la llista d'asteroides completa. Als asteroides se'ls dona un número quan es confirma la seva òrbita, per tant apareixen llistats aproximadament segons la data de descobriment.

## 443001–443100
| Nom    | Designació provisional | Data de descobriment   | Lloc de descobriment | Descobridor/s     |
| ------ | ---------------------- | ---------------------- | -------------------- | ----------------- |
| 443001 | 2013 CV191             | 22 de febrer de 2007   | Kitt Peak            | Spacewatch        |
| 443002 | 2013 CO193             | 1 de juny de 2010      | WISE                 | WISE              |
| 443003 | 2013 CA194             | 2 d'abril de 2009      | Kitt Peak            | Spacewatch        |
| 443004 | 2013 CU194             | 8 de febrer de 2008    | Kitt Peak            | Spacewatch        |
| 443005 | 2013 CL195             | 30 de setembre de 2003 | Kitt Peak            | Spacewatch        |
| 443006 | 2013 CX195             | 1 d'agost de 2010      | WISE                 | WISE              |
| 443007 | 2013 CV198             | 18 de novembre de 2011 | Mount Lemmon         | Mt. Lemmon Survey |
| 443008 | 2013 CS199             | 30 de novembre de 2011 | Mount Lemmon         | Mt. Lemmon Survey |
| 443009 | 2013 CU201             | 14 de setembre de 1998 | Socorro              | LINEAR            |
| 443010 | 2013 CE212             | 19 de novembre de 2006 | Kitt Peak            | Spacewatch        |
| 443011 | 2013 CQ214             | 6 de maig de 2005      | Kitt Peak            | Spacewatch        |
| 443012 | 2013 CE216             | 3 de setembre de 2010  | Mount Lemmon         | Mt. Lemmon Survey |
| 443013 | 2013 DO2               | 1 de setembre de 2010  | Mount Lemmon         | Mt. Lemmon Survey |
| 443014 | 2013 DT2               | 5 de desembre de 2008  | Kitt Peak            | Spacewatch        |
| 443015 | 2013 DS7               | 3 de febrer de 2009    | Mount Lemmon         | Mt. Lemmon Survey |
| 443016 | 2013 DD11              | 31 de gener de 2008    | Kitt Peak            | Spacewatch        |
| 443017 | 2013 DL11              | 1 de març de 2008      | Kitt Peak            | Spacewatch        |
| 443018 | 2013 EN4               | 29 de setembre de 2005 | Kitt Peak            | Spacewatch        |
| 443019 | 2013 EG10              | 28 de gener de 2007    | Kitt Peak            | Spacewatch        |
| 443020 | 2013 EX10              | 28 de juny de 2010     | WISE                 | WISE              |
| 443021 | 2013 EE13              | 11 de març de 2008     | Kitt Peak            | Spacewatch        |
| 443022 | 2013 EK13              | 20 de novembre de 2006 | Kitt Peak            | Spacewatch        |
| 443023 | 2013 EM14              | 16 de febrer de 2013   | Kitt Peak            | Spacewatch        |
| 443024 | 2013 EX15              | 25 de setembre de 2005 | Kitt Peak            | Spacewatch        |
| 443025 | 2013 EX22              | 12 de març de 2008     | Mount Lemmon         | Mt. Lemmon Survey |
| 443026 | 2013 EY23              | 15 de gener de 2008    | Kitt Peak            | Spacewatch        |
| 443027 | 2013 ED24              | 25 de maig de 2006     | Kitt Peak            | Spacewatch        |
| 443028 | 2013 EM25              | 16 de febrer de 2004   | Kitt Peak            | Spacewatch        |
| 443029 | 2013 EY32              | 30 de desembre de 2007 | Kitt Peak            | Spacewatch        |
| 443030 | 2013 ET34              | 20 d'octubre de 2006   | Kitt Peak            | Spacewatch        |
| 443031 | 2013 EP36              | 1 de novembre de 2005  | Mount Lemmon         | Mt. Lemmon Survey |
| 443032 | 2013 EY36              | 3 d'octubre de 2010    | Kitt Peak            | Spacewatch        |
| 443033 | 2013 EB40              | 14 de febrer de 2013   | Catalina             | CSS               |
| 443034 | 2013 EJ43              | 14 de setembre de 2010 | Kitt Peak            | Spacewatch        |
| 443035 | 2013 EJ59              | 4 de maig de 1995      | Kitt Peak            | Spacewatch        |
| 443036 | 2013 EN65              | 14 de febrer de 2013   | Kitt Peak            | Spacewatch        |
| 443037 | 2013 EY65              | 5 d'octubre de 2003    | Kitt Peak            | Spacewatch        |
| 443038 | 2013 EZ67              | 16 de febrer de 2007   | Mount Lemmon         | Mt. Lemmon Survey |
| 443039 | 2013 ET81              | 15 de març de 2004     | Kitt Peak            | Spacewatch        |
| 443040 | 2013 EA90              | 9 de febrer de 2007    | Catalina             | CSS               |
| 443041 | 2013 EM94              | 7 de febrer de 2013    | Catalina             | CSS               |
| 443042 | 2013 EN95              | 21 d'octubre de 2006   | Kitt Peak            | Spacewatch        |
| 443043 | 2013 ES101             | 18 de setembre de 2010 | Mount Lemmon         | Mt. Lemmon Survey |
| 443044 | 2013 EX102             | 17 de desembre de 2003 | Kitt Peak            | Spacewatch        |
| 443045 | 2013 EJ104             | 11 d'octubre de 2004   | Kitt Peak            | Spacewatch        |
| 443046 | 2013 EX104             | 8 de març de 2005      | Anderson Mesa        | LONEOS            |
| 443047 | 2013 EX106             | 25 de desembre de 2006 | Kitt Peak            | Spacewatch        |
| 443048 | 2013 EK109             | 21 de març de 2002     | Kitt Peak            | Spacewatch        |
| 443049 | 2013 EK110             | 7 d'octubre de 2005    | Kitt Peak            | Spacewatch        |
| 443050 | 2013 EV111             | 9 de novembre de 2010  | Catalina             | CSS               |
| 443051 | 2013 EA114             | 29 de desembre de 2008 | Mount Lemmon         | Mt. Lemmon Survey |
| 443052 | 2013 EN119             | 10 de gener de 2007    | Kitt Peak            | Spacewatch        |
| 443053 | 2013 EP119             | 28 d'agost de 2006     | Kitt Peak            | Spacewatch        |
| 443054 | 2013 ES126             | 30 de juny de 2010     | WISE                 | WISE              |
| 443055 | 2013 EP138             | 24 d'octubre de 2011   | Mount Lemmon         | Mt. Lemmon Survey |
| 443056 | 2013 FG6               | 14 de juliol de 2010   | WISE                 | WISE              |
| 443057 | 2013 FU7               | 2 de gener de 2006     | Mount Lemmon         | Mt. Lemmon Survey |
| 443058 | 2013 FK11              | 27 de gener de 2007    | Kitt Peak            | Spacewatch        |
| 443059 | 2013 FP13              | 27 de gener de 2007    | Mount Lemmon         | Mt. Lemmon Survey |
| 443060 | 2013 FN15              | 1 d'octubre de 2005    | Mount Lemmon         | Mt. Lemmon Survey |
| 443061 | 2013 FB16              | 1 de novembre de 2005  | Mount Lemmon         | Mt. Lemmon Survey |
| 443062 | 2013 FM16              | 4 d'octubre de 2004    | Kitt Peak            | Spacewatch        |
| 443063 | 2013 FQ20              | 16 de setembre de 2010 | Kitt Peak            | Spacewatch        |
| 443064 | 2013 FJ25              | 29 de febrer de 2004   | Kitt Peak            | Spacewatch        |
| 443065 | 2013 FK25              | 14 de febrer de 2013   | Catalina             | CSS               |
| 443066 | 2013 GV2               | 3 de febrer de 2000    | Kitt Peak            | Spacewatch        |
| 443067 | 2013 GD4               | 18 de març de 2004     | Socorro              | LINEAR            |
| 443068 | 2013 GJ4               | 29 de març de 2004     | Kitt Peak            | Spacewatch        |
| 443069 | 2013 GC11              | 3 de juliol de 2005    | Mount Lemmon         | Mt. Lemmon Survey |
| 443070 | 2013 GO11              | 7 de setembre de 2000  | Kitt Peak            | Spacewatch        |
| 443071 | 2013 GO13              | 30 de març de 2008     | Catalina             | CSS               |
| 443072 | 2013 GX14              | 30 d'agost de 2005     | Kitt Peak            | Spacewatch        |
| 443073 | 2013 GC20              | 13 de març de 2007     | Mount Lemmon         | Mt. Lemmon Survey |
| 443074 | 2013 GQ25              | 6 de novembre de 2005  | Kitt Peak            | Spacewatch        |
| 443075 | 2013 GV25              | 18 de desembre de 2000 | Kitt Peak            | Spacewatch        |
| 443076 | 2013 GP27              | 7 d'abril de 2008      | Kitt Peak            | Spacewatch        |
| 443077 | 2013 GC28              | 10 de gener de 2007    | Kitt Peak            | Spacewatch        |
| 443078 | 2013 GF36              | 16 de setembre de 2009 | Catalina             | CSS               |
| 443079 | 2013 GH37              | 6 d'octubre de 1999    | Kitt Peak            | Spacewatch        |
| 443080 | 2013 GD43              | 23 de febrer de 2007   | Kitt Peak            | Spacewatch        |
| 443081 | 2013 GM45              | 17 de febrer de 2007   | Kitt Peak            | Spacewatch        |
| 443082 | 2013 GO62              | 1 d'octubre de 2010    | Kitt Peak            | Spacewatch        |
| 443083 | 2013 GG64              | 28 d'abril de 2008     | Catalina             | CSS               |
| 443084 | 2013 GD68              | 28 de gener de 2007    | Mount Lemmon         | Mt. Lemmon Survey |
| 443085 | 2013 GN68              | 21 de febrer de 2007   | Mount Lemmon         | Mt. Lemmon Survey |
| 443086 | 2013 GQ69              | 23 de setembre de 2008 | Kitt Peak            | Spacewatch        |
| 443087 | 2013 GC117             | 10 de setembre de 2004 | Kitt Peak            | Spacewatch        |
| 443088 | 2013 GH117             | 30 d'agost de 2005     | Kitt Peak            | Spacewatch        |
| 443089 | 2013 GD128             | 29 de desembre de 2008 | Mount Lemmon         | Mt. Lemmon Survey |
| 443090 | 2013 GV128             | 17 de gener de 2007    | Kitt Peak            | Spacewatch        |
| 443091 | 2013 HT1               | 21 de novembre de 2001 | Kitt Peak            | Spacewatch        |
| 443092 | 2013 HV4               | 18 de març de 2009     | Catalina             | CSS               |
| 443093 | 2013 HO9               | 25 de gener de 2007    | Catalina             | CSS               |
| 443094 | 2013 HN15              | 10 de març de 1995     | Kitt Peak            | Spacewatch        |
| 443095 | 2013 HB18              | 15 de novembre de 2001 | Socorro              | LINEAR            |
| 443096 | 2013 HE21              | 19 de gener de 2012    | Kitt Peak            | Spacewatch        |
| 443097 | 2013 HY48              | 28 de desembre de 2005 | Kitt Peak            | Spacewatch        |
| 443098 | 2013 HX110             | 19 d'octubre de 2010   | Mount Lemmon         | Mt. Lemmon Survey |
| 443099 | 2013 HR150             | 11 de novembre de 2010 | Kitt Peak            | Spacewatch        |
| 443100 | 2013 JB25              | 23 de novembre de 2011 | Kitt Peak            | Spacewatch        |

## 443101–443200
| Nom    | Designació provisional | Data de descobriment   | Lloc de descobriment | Descobridor/s                        |
| ------ | ---------------------- | ---------------------- | -------------------- | ------------------------------------ |
| 443101 | 2013 JM31              | 1 de novembre de 2005  | Mount Lemmon         | Mt. Lemmon Survey                    |
| 443102 | 2013 WS                | 7 de desembre de 1999  | Kitt Peak            | Spacewatch                           |
| 443103 | 2013 WT67              | 29 de novembre de 2013 | Kitt Peak            | Spacewatch                           |
| 443104 | 2013 XK22              | 14 de desembre de 2013 | Catalina             | CSS                                  |
| 443105 | 2013 YK13              | 1 de desembre de 2006  | Mount Lemmon         | Mt. Lemmon Survey                    |
| 443106 | 2013 YA20              | 27 de desembre de 2006 | Mount Lemmon         | Mt. Lemmon Survey                    |
| 443107 | 2013 YQ44              | 25 de novembre de 2009 | Kitt Peak            | Spacewatch                           |
| 443108 | 2013 YY54              | 21 d'abril de 2004     | Kitt Peak            | Spacewatch                           |
| 443109 | 2013 YG69              | 13 de gener de 1999    | Kitt Peak            | Spacewatch                           |
| 443110 | 2013 YB73              | 17 de desembre de 2009 | Mount Lemmon         | Mt. Lemmon Survey                    |
| 443111 | 2013 YZ73              | 25 de desembre de 2013 | Mount Lemmon         | Mt. Lemmon Survey                    |
| 443112 | 2013 YV84              | 19 de gener de 2004    | Kitt Peak            | Spacewatch                           |
| 443113 | 2013 YQ88              | 4 de febrer de 2000    | Kitt Peak            | Spacewatch                           |
| 443114 | 2013 YL96              | 27 de març de 2004     | Socorro              | LINEAR                               |
| 443115 | 2014 AU6               | 31 de maig de 2006     | Kitt Peak            | Spacewatch                           |
| 443116 | 2014 AQ19              | 2 d'abril de 2011      | Mount Lemmon         | Mt. Lemmon Survey                    |
| 443117 | 2014 AE24              | 3 de gener de 2014     | Kitt Peak            | Spacewatch                           |
| 443118 | 2014 AA27              | 4 de gener de 2014     | Mount Lemmon         | Mt. Lemmon Survey                    |
| 443119 | 2014 AN32              | 6 de desembre de 2005  | Catalina             | CSS                                  |
| 443120 | 2014 AU32              | 7 de febrer de 2006    | Mount Lemmon         | Mt. Lemmon Survey                    |
| 443121 | 2014 AW43              | 2 de febrer de 2000    | Socorro              | LINEAR                               |
| 443122 | 2014 AG45              | 29 de setembre de 2009 | Mount Lemmon         | Mt. Lemmon Survey                    |
| 443123 | 2014 AG46              | 31 de gener de 2006    | Catalina             | CSS                                  |
| 443124 | 2014 AH50              | 28 d'octubre de 2005   | Mount Lemmon         | Mt. Lemmon Survey                    |
| 443125 | 2014 AS51              | 18 de gener de 2009    | Mount Lemmon         | Mt. Lemmon Survey                    |
| 443126 | 2014 AN54              | 12 de desembre de 2010 | Mount Lemmon         | Mt. Lemmon Survey                    |
| 443127 | 2014 BK8               | 21 de novembre de 2000 | Socorro              | LINEAR                               |
| 443128 | 2014 BN8               | 2 de gener de 2009     | Kitt Peak            | Spacewatch                           |
| 443129 | 2014 BS8               | 3 de febrer de 2009    | Mount Lemmon         | Mt. Lemmon Survey                    |
| 443130 | 2014 BA9               | 3 de febrer de 2006    | Catalina             | CSS                                  |
| 443131 | 2014 BL9               | 14 de juliol de 2004   | Siding Spring        | Siding Spring Survey                 |
| 443132 | 2014 BT12              | 15 de febrer de 2010   | Mount Lemmon         | Mt. Lemmon Survey                    |
| 443133 | 2014 BW16              | 23 de febrer de 2003   | Campo Imperatore     | CINEOS                               |
| 443134 | 2014 BL19              | 21 de novembre de 2006 | Mount Lemmon         | Mt. Lemmon Survey                    |
| 443135 | 2014 BJ21              | 25 de desembre de 2013 | Mount Lemmon         | Mt. Lemmon Survey                    |
| 443136 | 2014 BP21              | 9 de gener de 2014     | Mount Lemmon         | Mt. Lemmon Survey                    |
| 443137 | 2014 BB22              | 7 de febrer de 2007    | Mount Lemmon         | Mt. Lemmon Survey                    |
| 443138 | 2014 BE25              | 1 de febrer de 2006    | Catalina             | CSS                                  |
| 443139 | 2014 BV27              | 8 de febrer de 2011    | Mount Lemmon         | Mt. Lemmon Survey                    |
| 443140 | 2014 BG29              | 25 de març de 2011     | Kitt Peak            | Spacewatch                           |
| 443141 | 2014 BN34              | 31 de gener de 2003    | Socorro              | LINEAR                               |
| 443142 | 2014 BA35              | 21 de maig de 2004     | Kitt Peak            | Spacewatch                           |
| 443143 | 2014 BB37              | 24 d'abril de 2003     | Campo Imperatore     | CINEOS                               |
| 443144 | 2014 BM38              | 18 de novembre de 2003 | Kitt Peak            | Spacewatch                           |
| 443145 | 2014 BB40              | 28 d'octubre de 2005   | Mount Lemmon         | Mt. Lemmon Survey                    |
| 443146 | 2014 BY44              | 6 de gener de 2010     | Kitt Peak            | Spacewatch                           |
| 443147 | 2014 BG45              | 16 d'abril de 2004     | Kitt Peak            | Spacewatch                           |
| 443148 | 2014 BS47              | 16 de març de 1994     | Kitt Peak            | Spacewatch                           |
| 443149 | 2014 BU57              | 19 de febrer de 2009   | Kitt Peak            | Spacewatch                           |
| 443150 | 2014 BC63              | 29 de gener de 2009    | Catalina             | CSS                                  |
| 443151 | 2014 CB                | 2 de desembre de 2008  | Kitt Peak            | Spacewatch                           |
| 443152 | 2014 CY3               | 11 de març de 2007     | Kitt Peak            | Spacewatch                           |
| 443153 | 2014 CR5               | 1 de maig de 2006      | Catalina             | CSS                                  |
| 443154 | 2014 CQ6               | 23 de febrer de 2007   | Kitt Peak            | Spacewatch                           |
| 443155 | 2014 CU7               | 22 d'agost de 1998     | Xinglong             | Beijing Schmidt CCD Asteroid Program |
| 443156 | 2014 CF8               | 1 de setembre de 2005  | Kitt Peak            | Spacewatch                           |
| 443157 | 2014 CF9               | 23 de gener de 2006    | Kitt Peak            | Spacewatch                           |
| 443158 | 2014 CX9               | 26 de febrer de 2000   | Catalina             | CSS                                  |
| 443159 | 2014 CV15              | 29 de desembre de 2005 | Kitt Peak            | Spacewatch                           |
| 443160 | 2014 CA17              | 27 de gener de 2007    | Kitt Peak            | Spacewatch                           |
| 443161 | 2014 CH17              | 14 de març de 2007     | Kitt Peak            | Spacewatch                           |
| 443162 | 2014 CQ17              | 14 de juny de 2007     | Kitt Peak            | Spacewatch                           |
| 443163 | 2014 CD19              | 4 de novembre de 2012  | Mount Lemmon         | Mt. Lemmon Survey                    |
| 443164 | 2014 CT19              | 21 de desembre de 2005 | Socorro              | LINEAR                               |
| 443165 | 2014 CY21              | 26 d'abril de 2007     | Mount Lemmon         | Mt. Lemmon Survey                    |
| 443166 | 2014 CA23              | 12 de gener de 2010    | Catalina             | CSS                                  |
| 443167 | 2014 DY5               | 6 de febrer de 2007    | Kitt Peak            | Spacewatch                           |
| 443168 | 2014 DA7               | 16 de febrer de 2010   | Mount Lemmon         | Mt. Lemmon Survey                    |
| 443169 | 2014 DE7               | 15 de març de 2007     | Mount Lemmon         | Mt. Lemmon Survey                    |
| 443170 | 2014 DG9               | 29 de novembre de 2005 | Kitt Peak            | Spacewatch                           |
| 443171 | 2014 DA15              | 16 de febrer de 2010   | Mount Lemmon         | Mt. Lemmon Survey                    |
| 443172 | 2014 DN15              | 22 d'octubre de 2009   | Mount Lemmon         | Mt. Lemmon Survey                    |
| 443173 | 2014 DT15              | 28 de gener de 2006    | Mount Lemmon         | Mt. Lemmon Survey                    |
| 443174 | 2014 DJ16              | 6 d'octubre de 2008    | Mount Lemmon         | Mt. Lemmon Survey                    |
| 443175 | 2014 DT18              | 5 de març de 2006      | Kitt Peak            | Spacewatch                           |
| 443176 | 2014 DU18              | 10 de novembre de 2005 | Mount Lemmon         | Mt. Lemmon Survey                    |
| 443177 | 2014 DF21              | 28 de setembre de 2006 | Kitt Peak            | Spacewatch                           |
| 443178 | 2014 DG21              | 26 de març de 2006     | Kitt Peak            | Spacewatch                           |
| 443179 | 2014 DX24              | 14 de febrer de 2010   | Kitt Peak            | Spacewatch                           |
| 443180 | 2014 DC26              | 25 de novembre de 2009 | Kitt Peak            | Spacewatch                           |
| 443181 | 2014 DF27              | 6 de desembre de 2005  | Kitt Peak            | Spacewatch                           |
| 443182 | 2014 DX28              | 14 de febrer de 2010   | Kitt Peak            | Spacewatch                           |
| 443183 | 2014 DH29              | 16 de gener de 2009    | Mount Lemmon         | Mt. Lemmon Survey                    |
| 443184 | 2014 DR30              | 28 de gener de 2007    | Mount Lemmon         | Mt. Lemmon Survey                    |
| 443185 | 2014 DB34              | 10 de maig de 2007     | Mount Lemmon         | Mt. Lemmon Survey                    |
| 443186 | 2014 DU37              | 2 d'abril de 1995      | Kitt Peak            | Spacewatch                           |
| 443187 | 2014 DM38              | 4 de març de 1997      | Kitt Peak            | Spacewatch                           |
| 443188 | 2014 DY38              | 11 de març de 2011     | Mount Lemmon         | Mt. Lemmon Survey                    |
| 443189 | 2014 DY39              | 25 de juny de 2011     | Kitt Peak            | Spacewatch                           |
| 443190 | 2014 DC43              | 6 d'abril de 2011      | Mount Lemmon         | Mt. Lemmon Survey                    |
| 443191 | 2014 DD46              | 7 d'octubre de 2008    | Mount Lemmon         | Mt. Lemmon Survey                    |
| 443192 | 2014 DJ47              | 19 de desembre de 2009 | Mount Lemmon         | Mt. Lemmon Survey                    |
| 443193 | 2014 DA48              | 30 de setembre de 1999 | Kitt Peak            | Spacewatch                           |
| 443194 | 2014 DJ49              | 29 d'abril de 2003     | Kitt Peak            | Spacewatch                           |
| 443195 | 2014 DK50              | 1 de novembre de 2005  | Kitt Peak            | Spacewatch                           |
| 443196 | 2014 DS52              | 5 de novembre de 2005  | Kitt Peak            | Spacewatch                           |
| 443197 | 2014 DP53              | 27 d'octubre de 2008   | Mount Lemmon         | Mt. Lemmon Survey                    |
| 443198 | 2014 DG56              | 18 de gener de 2008    | Kitt Peak            | Spacewatch                           |
| 443199 | 2014 DR58              | 19 de març de 2007     | Mount Lemmon         | Mt. Lemmon Survey                    |
| 443200 | 2014 DZ65              | 14 de març de 2007     | Mount Lemmon         | Mt. Lemmon Survey                    |

## 443201–443300
| Nom    | Designació provisional | Data de descobriment   | Lloc de descobriment | Descobridor/s     |
| ------ | ---------------------- | ---------------------- | -------------------- | ----------------- |
| 443201 | 2014 DF67              | 6 d'abril de 2010      | Kitt Peak            | Spacewatch        |
| 443202 | 2014 DH68              | 22 de desembre de 2008 | Mount Lemmon         | Mt. Lemmon Survey |
| 443203 | 2014 DT68              | 17 de març de 2010     | Kitt Peak            | Spacewatch        |
| 443204 | 2014 DE69              | 25 de novembre de 2000 | Kitt Peak            | Spacewatch        |
| 443205 | 2014 DP70              | 4 de novembre de 2005  | Mount Lemmon         | Mt. Lemmon Survey |
| 443206 | 2014 DQ72              | 3 de novembre de 2008  | Mount Lemmon         | Mt. Lemmon Survey |
| 443207 | 2014 DB73              | 27 de desembre de 2006 | Mount Lemmon         | Mt. Lemmon Survey |
| 443208 | 2014 DW73              | 22 de maig de 2011     | Mount Lemmon         | Mt. Lemmon Survey |
| 443209 | 2014 DH81              | 4 de febrer de 2000    | Kitt Peak            | Spacewatch        |
| 443210 | 2014 DC83              | 20 de novembre de 2008 | Kitt Peak            | Spacewatch        |
| 443211 | 2014 DD85              | 8 de novembre de 2007  | Kitt Peak            | Spacewatch        |
| 443212 | 2014 DX85              | 14 de març de 2007     | Kitt Peak            | Spacewatch        |
| 443213 | 2014 DB88              | 2 de març de 1995      | Kitt Peak            | Spacewatch        |
| 443214 | 2014 DN88              | 9 d'octubre de 1999    | Kitt Peak            | Spacewatch        |
| 443215 | 2014 DQ90              | 8 de gener de 2009     | Kitt Peak            | Spacewatch        |
| 443216 | 2014 DL93              | 18 de setembre de 1999 | Kitt Peak            | Spacewatch        |
| 443217 | 2014 DF95              | 20 de novembre de 2009 | Mount Lemmon         | Mt. Lemmon Survey |
| 443218 | 2014 DT96              | 26 de febrer de 2007   | Mount Lemmon         | Mt. Lemmon Survey |
| 443219 | 2014 DQ97              | 31 d'agost de 2005     | Kitt Peak            | Spacewatch        |
| 443220 | 2014 DZ97              | 24 d'octubre de 2003   | Socorro              | LINEAR            |
| 443221 | 2014 DA101             | 28 de gener de 2014    | Kitt Peak            | Spacewatch        |
| 443222 | 2014 DG103             | 28 d'octubre de 2006   | Kitt Peak            | Spacewatch        |
| 443223 | 2014 DX103             | 8 d'octubre de 2007    | Mount Lemmon         | Mt. Lemmon Survey |
| 443224 | 2014 DF104             | 1 de maig de 2006      | Kitt Peak            | Spacewatch        |
| 443225 | 2014 DD105             | 28 de gener de 2007    | Mount Lemmon         | Mt. Lemmon Survey |
| 443226 | 2014 DY105             | 10 de gener de 2010    | Kitt Peak            | Spacewatch        |
| 443227 | 2014 DW106             | 26 d'abril de 2003     | Kitt Peak            | Spacewatch        |
| 443228 | 2014 DZ108             | 7 de maig de 2010      | Kitt Peak            | Spacewatch        |
| 443229 | 2014 DV111             | 27 de març de 2011     | Kitt Peak            | Spacewatch        |
| 443230 | 2014 DN113             | 31 d'octubre de 2005   | Kitt Peak            | Spacewatch        |
| 443231 | 2014 DO115             | 13 de març de 2010     | Kitt Peak            | Spacewatch        |
| 443232 | 2014 DZ116             | 6 d'abril de 2010      | Catalina             | CSS               |
| 443233 | 2014 DR117             | 23 de gener de 2014    | Mount Lemmon         | Mt. Lemmon Survey |
| 443234 | 2014 DM119             | 25 de març de 2010     | Kitt Peak            | Spacewatch        |
| 443235 | 2014 DP119             | 21 d'abril de 2006     | Kitt Peak            | Spacewatch        |
| 443236 | 2014 DJ120             | 26 de novembre de 2009 | Kitt Peak            | Spacewatch        |
| 443237 | 2014 DR121             | 19 de març de 2010     | Kitt Peak            | Spacewatch        |
| 443238 | 2014 DR122             | 23 de setembre de 2012 | Mount Lemmon         | Mt. Lemmon Survey |
| 443239 | 2014 DX122             | 11 d'abril de 2007     | Mount Lemmon         | Mt. Lemmon Survey |
| 443240 | 2014 DE124             | 30 de novembre de 2005 | Kitt Peak            | Spacewatch        |
| 443241 | 2014 DO124             | 19 d'abril de 2007     | Mount Lemmon         | Mt. Lemmon Survey |
| 443242 | 2014 DZ127             | 9 de febrer de 2005    | Mount Lemmon         | Mt. Lemmon Survey |
| 443243 | 2014 DE132             | 24 de setembre de 2011 | Mount Lemmon         | Mt. Lemmon Survey |
| 443244 | 2014 DE133             | 18 de febrer de 2010   | Mount Lemmon         | Mt. Lemmon Survey |
| 443245 | 2014 DG135             | 2 de gener de 2009     | Mount Lemmon         | Mt. Lemmon Survey |
| 443246 | 2014 DL137             | 23 de gener de 2006    | Kitt Peak            | Spacewatch        |
| 443247 | 2014 DH141             | 25 de desembre de 2009 | Kitt Peak            | Spacewatch        |
| 443248 | 2014 DW141             | 23 de febrer de 2007   | Catalina             | CSS               |
| 443249 | 2014 DC142             | 27 de novembre de 2009 | Kitt Peak            | Spacewatch        |
| 443250 | 2014 DG142             | 21 de desembre de 2008 | Mount Lemmon         | Mt. Lemmon Survey |
| 443251 | 2014 EU1               | 12 de març de 2003     | Kitt Peak            | Spacewatch        |
| 443252 | 2014 EJ3               | 21 d'agost de 2008     | Kitt Peak            | Spacewatch        |
| 443253 | 2014 ES4               | 14 d'abril de 2007     | Kitt Peak            | Spacewatch        |
| 443254 | 2014 ET5               | 4 de gener de 2001     | Kitt Peak            | Spacewatch        |
| 443255 | 2014 EY6               | 13 de març de 2010     | Kitt Peak            | Spacewatch        |
| 443256 | 2014 EA7               | 20 de març de 2010     | Kitt Peak            | Spacewatch        |
| 443257 | 2014 EB7               | 8 d'abril de 2003      | Kitt Peak            | Spacewatch        |
| 443258 | 2014 ER9               | 1 d'octubre de 2009    | Mount Lemmon         | Mt. Lemmon Survey |
| 443259 | 2014 EB11              | 10 de desembre de 2004 | Campo Imperatore     | CINEOS            |
| 443260 | 2014 EW11              | 16 de desembre de 2009 | Kitt Peak            | Spacewatch        |
| 443261 | 2014 EG13              | 30 de gener de 2006    | Kitt Peak            | Spacewatch        |
| 443262 | 2014 EF14              | 12 de setembre de 1998 | Kitt Peak            | Spacewatch        |
| 443263 | 2014 EE15              | 13 de febrer de 2010   | Mount Lemmon         | Mt. Lemmon Survey |
| 443264 | 2014 EF16              | 5 de novembre de 2007  | Kitt Peak            | Spacewatch        |
| 443265 | 2014 EW17              | 14 d'abril de 2007     | Kitt Peak            | Spacewatch        |
| 443266 | 2014 EJ18              | 8 de febrer de 2010    | WISE                 | WISE              |
| 443267 | 2014 EL18              | 19 de gener de 2004    | Kitt Peak            | Spacewatch        |
| 443268 | 2014 ES18              | 26 de març de 2007     | Kitt Peak            | Spacewatch        |
| 443269 | 2014 ET18              | 22 de juny de 2007     | Kitt Peak            | Spacewatch        |
| 443270 | 2014 ET21              | 9 de març de 2005      | Kitt Peak            | Spacewatch        |
| 443271 | 2014 ED26              | 20 d'octubre de 1995   | Kitt Peak            | Spacewatch        |
| 443272 | 2014 EE27              | 27 de febrer de 2006   | Kitt Peak            | Spacewatch        |
| 443273 | 2014 EL27              | 10 de gener de 2008    | Mount Lemmon         | Mt. Lemmon Survey |
| 443274 | 2014 ES28              | 14 de febrer de 2010   | Mount Lemmon         | Mt. Lemmon Survey |
| 443275 | 2014 EQ30              | 7 de març de 2008      | Mount Lemmon         | Mt. Lemmon Survey |
| 443276 | 2014 EF32              | 31 de desembre de 2013 | Mount Lemmon         | Mt. Lemmon Survey |
| 443277 | 2014 EY33              | 5 de desembre de 2008  | Kitt Peak            | Spacewatch        |
| 443278 | 2014 EQ36              | 24 de març de 2006     | Kitt Peak            | Spacewatch        |
| 443279 | 2014 ET36              | 17 de novembre de 2009 | Mount Lemmon         | Mt. Lemmon Survey |
| 443280 | 2014 EA46              | 5 de desembre de 2005  | Kitt Peak            | Spacewatch        |
| 443281 | 2014 EB46              | 21 de gener de 2006    | Mount Lemmon         | Mt. Lemmon Survey |
| 443282 | 2014 ER46              | 17 d'octubre de 2012   | Mount Lemmon         | Mt. Lemmon Survey |
| 443283 | 2014 EZ47              | 21 de setembre de 2011 | Kitt Peak            | Spacewatch        |
| 443284 | 2014 EH48              | 20 de març de 2010     | Mount Lemmon         | Mt. Lemmon Survey |
| 443285 | 2014 EM48              | 24 de maig de 2011     | Mount Lemmon         | Mt. Lemmon Survey |
| 443286 | 2014 EO49              | 25 de març de 2006     | Kitt Peak            | Spacewatch        |
| 443287 | 2014 ES51              | 27 de febrer de 2006   | Kitt Peak            | Spacewatch        |
| 443288 | 2014 FB1               | 30 de desembre de 2008 | Mount Lemmon         | Mt. Lemmon Survey |
| 443289 | 2014 FD2               | 14 de setembre de 2007 | Catalina             | CSS               |
| 443290 | 2014 FH3               | 11 de desembre de 2001 | Socorro              | LINEAR            |
| 443291 | 2014 FP5               | 9 d'octubre de 2007    | Mount Lemmon         | Mt. Lemmon Survey |
| 443292 | 2014 FT5               | 9 de març de 2005      | Mount Lemmon         | Mt. Lemmon Survey |
| 443293 | 2014 FS6               | 22 de novembre de 2006 | Mount Lemmon         | Mt. Lemmon Survey |
| 443294 | 2014 FV14              | 13 de novembre de 2012 | Mount Lemmon         | Mt. Lemmon Survey |
| 443295 | 2014 FY14              | 9 de maig de 2005      | Kitt Peak            | Spacewatch        |
| 443296 | 2014 FB15              | 18 de maig de 2002     | Kitt Peak            | Spacewatch        |
| 443297 | 2014 FD15              | 23 de maig de 2006     | Mount Lemmon         | Mt. Lemmon Survey |
| 443298 | 2014 FF20              | 5 de setembre de 2008  | Kitt Peak            | Spacewatch        |
| 443299 | 2014 FK20              | 20 de setembre de 2003 | Kitt Peak            | Spacewatch        |
| 443300 | 2014 FN20              | 8 d'abril de 2010      | Catalina             | CSS               |

## 443301–443400
| Nom    | Designació provisional | Data de descobriment   | Lloc de descobriment | Descobridor/s        |
| ------ | ---------------------- | ---------------------- | -------------------- | -------------------- |
| 443301 | 2014 FX20              | 2 d'abril de 2005      | Kitt Peak            | Spacewatch           |
| 443302 | 2014 FC21              | 24 de març de 2006     | Mount Lemmon         | Mt. Lemmon Survey    |
| 443303 | 2014 FJ23              | 20 d'abril de 2010     | Siding Spring        | Siding Spring Survey |
| 443304 | 2014 FD24              | 26 de gener de 2009    | Mount Lemmon         | Mt. Lemmon Survey    |
| 443305 | 2014 FZ26              | 26 de setembre de 1995 | Kitt Peak            | Spacewatch           |
| 443306 | 2014 FX27              | 18 de gener de 2009    | Kitt Peak            | Spacewatch           |
| 443307 | 2014 FQ34              | 26 de setembre de 2006 | Mount Lemmon         | Mt. Lemmon Survey    |
| 443308 | 2014 FE35              | 26 de setembre de 2006 | Mount Lemmon         | Mt. Lemmon Survey    |
| 443309 | 2014 FZ35              | 28 de febrer de 2000   | Kitt Peak            | Spacewatch           |
| 443310 | 2014 FY36              | 23 de març de 2003     | Kitt Peak            | Spacewatch           |
| 443311 | 2014 FB37              | 29 d'abril de 1997     | Kitt Peak            | Spacewatch           |
| 443312 | 2014 FO41              | 1 de maig de 2000      | Kitt Peak            | Spacewatch           |
| 443313 | 2014 FT44              | 2 de març de 2009      | Mount Lemmon         | Mt. Lemmon Survey    |
| 443314 | 2014 FG48              | 7 de gener de 2006     | Mount Lemmon         | Mt. Lemmon Survey    |
| 443315 | 2014 FX48              | 16 de febrer de 2010   | Mount Lemmon         | Mt. Lemmon Survey    |
| 443316 | 2014 FC51              | 15 de març de 2010     | Kitt Peak            | Spacewatch           |
| 443317 | 2014 FD52              | 8 d'abril de 2003      | Kitt Peak            | Spacewatch           |
| 443318 | 2014 FG52              | 9 d'octubre de 2007    | Kitt Peak            | Spacewatch           |
| 443319 | 2014 FV52              | 23 de maig de 2006     | Mount Lemmon         | Mt. Lemmon Survey    |
| 443320 | 2014 FT57              | 23 d'octubre de 2008   | Mount Lemmon         | Mt. Lemmon Survey    |
| 443321 | 2014 FK63              | 4 de setembre de 2008  | Kitt Peak            | Spacewatch           |
| 443322 | 2014 FT63              | 30 de novembre de 2005 | Mount Lemmon         | Mt. Lemmon Survey    |
| 443323 | 2014 FB64              | 3 de juliol de 2003    | Kitt Peak            | Spacewatch           |
| 443324 | 2014 FO64              | 14 de novembre de 1998 | Kitt Peak            | Spacewatch           |
| 443325 | 2014 FB65              | 1 de gener de 2009     | Kitt Peak            | Spacewatch           |
| 443326 | 2014 FM65              | 12 d'octubre de 2007   | Mount Lemmon         | Mt. Lemmon Survey    |
| 443327 | 2014 FV65              | 3 de desembre de 2008  | Mount Lemmon         | Mt. Lemmon Survey    |
| 443328 | 2014 FH66              | 7 de desembre de 2005  | Kitt Peak            | Spacewatch           |
| 443329 | 2014 FQ66              | 28 de gener de 2007    | Mount Lemmon         | Mt. Lemmon Survey    |
| 443330 | 2014 FD67              | 7 de juliol de 2010    | WISE                 | WISE                 |
| 443331 | 2014 FO68              | 18 d'abril de 2010     | Kitt Peak            | Spacewatch           |
| 443332 | 2014 GB                | 13 de gener de 2008    | Kitt Peak            | Spacewatch           |
| 443333 | 2014 GE1               | 9 de setembre de 2007  | Mount Lemmon         | Mt. Lemmon Survey    |
| 443334 | 2014 GY3               | 14 de setembre de 2007 | Mount Lemmon         | Mt. Lemmon Survey    |
| 443335 | 2014 GV4               | 19 de novembre de 2008 | Kitt Peak            | Spacewatch           |
| 443336 | 2014 GB6               | 23 de març de 2003     | Kitt Peak            | Spacewatch           |
| 443337 | 2014 GV7               | 24 de novembre de 2011 | Mount Lemmon         | Mt. Lemmon Survey    |
| 443338 | 2014 GZ7               | 25 d'abril de 2003     | Kitt Peak            | Spacewatch           |
| 443339 | 2014 GN8               | 14 de març de 2007     | Mount Lemmon         | Mt. Lemmon Survey    |
| 443340 | 2014 GA9               | 10 d'abril de 2010     | Mount Lemmon         | Mt. Lemmon Survey    |
| 443341 | 2014 GD10              | 2 de març de 2009      | Mount Lemmon         | Mt. Lemmon Survey    |
| 443342 | 2014 GM13              | 18 d'octubre de 2007   | Mount Lemmon         | Mt. Lemmon Survey    |
| 443343 | 2014 GA14              | 8 de febrer de 2008    | Kitt Peak            | Spacewatch           |
| 443344 | 2014 GB14              | 1 de setembre de 2010  | Mount Lemmon         | Mt. Lemmon Survey    |
| 443345 | 2014 GZ17              | 30 de desembre de 2007 | Kitt Peak            | Spacewatch           |
| 443346 | 2014 GR20              | 22 de desembre de 2003 | Kitt Peak            | Spacewatch           |
| 443347 | 2014 GB22              | 13 de febrer de 2008   | Kitt Peak            | Spacewatch           |
| 443348 | 2014 GM28              | 2 d'abril de 2006      | Kitt Peak            | Spacewatch           |
| 443349 | 2014 GA31              | 28 de febrer de 2008   | Mount Lemmon         | Mt. Lemmon Survey    |
| 443350 | 2014 GJ31              | 30 d'octubre de 2007   | Mount Lemmon         | Mt. Lemmon Survey    |
| 443351 | 2014 GW32              | 11 de febrer de 2008   | Mount Lemmon         | Mt. Lemmon Survey    |
| 443352 | 2014 GY33              | 16 d'octubre de 2007   | Kitt Peak            | Spacewatch           |
| 443353 | 2014 GN35              | 29 de febrer de 2008   | Catalina             | CSS                  |
| 443354 | 2014 GO35              | 27 de juliol de 2004   | Siding Spring        | Siding Spring Survey |
| 443355 | 2014 GP35              | 15 de maig de 2009     | Kitt Peak            | Spacewatch           |
| 443356 | 2014 GF36              | 13 de novembre de 2007 | Kitt Peak            | Spacewatch           |
| 443357 | 2014 GO36              | 18 de novembre de 2008 | Kitt Peak            | Spacewatch           |
| 443358 | 2014 GX36              | 27 de febrer de 2008   | Mount Lemmon         | Mt. Lemmon Survey    |
| 443359 | 2014 GY37              | 18 de març de 2010     | Kitt Peak            | Spacewatch           |
| 443360 | 2014 GO38              | 13 de març de 2008     | Kitt Peak            | Spacewatch           |
| 443361 | 2014 GL40              | 8 d'octubre de 2007    | Mount Lemmon         | Mt. Lemmon Survey    |
| 443362 | 2014 GM40              | 10 de març de 2005     | Anderson Mesa        | LONEOS               |
| 443363 | 2014 GN40              | 15 de desembre de 2004 | Kitt Peak            | Spacewatch           |
| 443364 | 2014 GZ42              | 24 d'abril de 1998     | Kitt Peak            | Spacewatch           |
| 443365 | 2014 GC44              | 27 de setembre de 2011 | Mount Lemmon         | Mt. Lemmon Survey    |
| 443366 | 2014 GK46              | 18 de maig de 1994     | Kitt Peak            | Spacewatch           |
| 443367 | 2014 GO50              | 16 de març de 2009     | Kitt Peak            | Spacewatch           |
| 443368 | 2014 GK53              | 19 de maig de 2006     | Mount Lemmon         | Mt. Lemmon Survey    |
| 443369 | 2014 HG                | 9 de juliol de 2010    | WISE                 | WISE                 |
| 443370 | 2014 HO                | 1 de gener de 2009     | Mount Lemmon         | Mt. Lemmon Survey    |
| 443371 | 2014 HM1               | 20 d'abril de 2010     | Mount Lemmon         | Mt. Lemmon Survey    |
| 443372 | 2014 HV1               | 21 d'octubre de 2006   | Mount Lemmon         | Mt. Lemmon Survey    |
| 443373 | 2014 HD2               | 1 de març de 2009      | Kitt Peak            | Spacewatch           |
| 443374 | 2014 HG2               | 24 d'octubre de 2005   | Kitt Peak            | Spacewatch           |
| 443375 | 2014 HN3               | 17 de maig de 2009     | Mount Lemmon         | Mt. Lemmon Survey    |
| 443376 | 2014 HK5               | 8 de desembre de 2012  | Mount Lemmon         | Mt. Lemmon Survey    |
| 443377 | 2014 HW5               | 13 d'abril de 2004     | Kitt Peak            | Spacewatch           |
| 443378 | 2014 HQ6               | 24 de juny de 2010     | WISE                 | WISE                 |
| 443379 | 2014 HP7               | 31 de gener de 2006    | Kitt Peak            | Spacewatch           |
| 443380 | 2014 HU7               | 20 d'octubre de 2011   | Mount Lemmon         | Mt. Lemmon Survey    |
| 443381 | 2014 HC8               | 3 de novembre de 2007  | Kitt Peak            | Spacewatch           |
| 443382 | 2014 HX8               | 28 de setembre de 2011 | Kitt Peak            | Spacewatch           |
| 443383 | 2014 HP9               | 19 de desembre de 2007 | Kitt Peak            | Spacewatch           |
| 443384 | 2014 HZ11              | 18 d'octubre de 2011   | Kitt Peak            | Spacewatch           |
| 443385 | 2014 HD12              | 30 d'octubre de 2005   | Kitt Peak            | Spacewatch           |
| 443386 | 2014 HO12              | 11 de novembre de 2007 | Mount Lemmon         | Mt. Lemmon Survey    |
| 443387 | 2014 HD15              | 11 d'abril de 2005     | Mount Lemmon         | Mt. Lemmon Survey    |
| 443388 | 2014 HS16              | 6 d'abril de 1994      | Kitt Peak            | Spacewatch           |
| 443389 | 2014 HU17              | 14 de maig de 2005     | Mount Lemmon         | Mt. Lemmon Survey    |
| 443390 | 2014 HD20              | 5 de maig de 2010      | WISE                 | WISE                 |
| 443391 | 2014 HW21              | 7 d'octubre de 2005    | Kitt Peak            | Spacewatch           |
| 443392 | 2014 HD22              | 10 d'octubre de 2005   | Kitt Peak            | Spacewatch           |
| 443393 | 2014 HN22              | 11 d'abril de 2008     | Mount Lemmon         | Mt. Lemmon Survey    |
| 443394 | 2014 HU24              | 5 de maig de 2006      | Kitt Peak            | Spacewatch           |
| 443395 | 2014 HC29              | 1 d'octubre de 2005    | Kitt Peak            | Spacewatch           |
| 443396 | 2014 HZ29              | 9 de febrer de 2008    | Kitt Peak            | Spacewatch           |
| 443397 | 2014 HW30              | 20 de gener de 2009    | Kitt Peak            | Spacewatch           |
| 443398 | 2014 HJ31              | 25 de març de 2014     | Kitt Peak            | Spacewatch           |
| 443399 | 2014 HS32              | 22 de maig de 2003     | Kitt Peak            | Spacewatch           |
| 443400 | 2014 HV34              | 5 de febrer de 2000    | Kitt Peak            | Spacewatch           |

## 443401–443500
| Nom    | Designació provisional | Data de descobriment   | Lloc de descobriment | Descobridor/s                        |
| ------ | ---------------------- | ---------------------- | -------------------- | ------------------------------------ |
| 443401 | 2014 HY36              | 18 de gener de 2008    | Mount Lemmon         | Mt. Lemmon Survey                    |
| 443402 | 2014 HU37              | 22 de juliol de 2004   | Siding Spring        | Siding Spring Survey                 |
| 443403 | 2014 HC38              | 21 d'octubre de 2011   | Mount Lemmon         | Mt. Lemmon Survey                    |
| 443404 | 2014 HU38              | 6 de gener de 2013     | Kitt Peak            | Spacewatch                           |
| 443405 | 2014 HA45              | 28 d'agost de 2005     | Kitt Peak            | Spacewatch                           |
| 443406 | 2014 HK45              | 5 de gener de 2013     | Kitt Peak            | Spacewatch                           |
| 443407 | 2014 HP45              | 24 d'abril de 2014     | Mount Lemmon         | Mt. Lemmon Survey                    |
| 443408 | 2014 HU47              | 18 de desembre de 2009 | Mount Lemmon         | Mt. Lemmon Survey                    |
| 443409 | 2014 HW47              | 8 de novembre de 2007  | Kitt Peak            | Spacewatch                           |
| 443410 | 2014 HC48              | 12 de maig de 2010     | Kitt Peak            | Spacewatch                           |
| 443411 | 2014 HK49              | 6 d'abril de 2005      | Mount Lemmon         | Mt. Lemmon Survey                    |
| 443412 | 2014 HE50              | 11 de novembre de 2001 | Kitt Peak            | Spacewatch                           |
| 443413 | 2014 HA52              | 22 de juny de 2006     | Kitt Peak            | Spacewatch                           |
| 443414 | 2014 HD62              | 28 de gener de 2006    | Kitt Peak            | Spacewatch                           |
| 443415 | 2014 HY64              | 30 d'octubre de 2005   | Kitt Peak            | Spacewatch                           |
| 443416 | 2014 HJ70              | 28 de febrer de 2008   | Mount Lemmon         | Mt. Lemmon Survey                    |
| 443417 | 2014 HL73              | 10 d'octubre de 2007   | Kitt Peak            | Spacewatch                           |
| 443418 | 2014 HM73              | 21 de maig de 2006     | Mount Lemmon         | Mt. Lemmon Survey                    |
| 443419 | 2014 HY73              | 30 de juny de 2005     | Kitt Peak            | Spacewatch                           |
| 443420 | 2014 HC78              | 29 de maig de 2010     | WISE                 | WISE                                 |
| 443421 | 2014 HJ81              | 28 de febrer de 2009   | Kitt Peak            | Spacewatch                           |
| 443422 | 2014 HV83              | 18 d'agost de 2006     | Kitt Peak            | Spacewatch                           |
| 443423 | 2014 HJ93              | 24 d'abril de 2006     | Kitt Peak            | Spacewatch                           |
| 443424 | 2014 HP95              | 25 de desembre de 2005 | Kitt Peak            | Spacewatch                           |
| 443425 | 2014 HT107             | 19 de març de 2009     | Kitt Peak            | Spacewatch                           |
| 443426 | 2014 HJ111             | 16 de gener de 2009    | Mount Lemmon         | Mt. Lemmon Survey                    |
| 443427 | 2014 HH118             | 25 de gener de 2006    | Kitt Peak            | Spacewatch                           |
| 443428 | 2014 HW118             | 18 de novembre de 2011 | Mount Lemmon         | Mt. Lemmon Survey                    |
| 443429 | 2014 HJ123             | 25 de setembre de 2007 | Mount Lemmon         | Mt. Lemmon Survey                    |
| 443430 | 2014 HH125             | 20 de novembre de 2007 | Mount Lemmon         | Mt. Lemmon Survey                    |
| 443431 | 2014 HS130             | 29 d'agost de 2011     | Siding Spring        | Siding Spring Survey                 |
| 443432 | 2014 HZ130             | 28 de setembre de 2006 | Kitt Peak            | Spacewatch                           |
| 443433 | 2014 HQ133             | 23 de febrer de 1998   | Kitt Peak            | Spacewatch                           |
| 443434 | 2014 HO136             | 19 de gener de 2013    | Mount Lemmon         | Mt. Lemmon Survey                    |
| 443435 | 2014 HG138             | 21 de setembre de 1996 | Xinglong             | Beijing Schmidt CCD Asteroid Program |
| 443436 | 2014 HH140             | 19 de gener de 2013    | Mount Lemmon         | Mt. Lemmon Survey                    |
| 443437 | 2014 HX140             | 6 de setembre de 2008  | Mount Lemmon         | Mt. Lemmon Survey                    |
| 443438 | 2014 HF141             | 18 de novembre de 2007 | Mount Lemmon         | Mt. Lemmon Survey                    |
| 443439 | 2014 HY146             | 19 de març de 2009     | Mount Lemmon         | Mt. Lemmon Survey                    |
| 443440 | 2014 HG149             | 8 d'octubre de 1993    | Kitt Peak            | Spacewatch                           |
| 443441 | 2014 HP151             | 7 de setembre de 2011  | Kitt Peak            | Spacewatch                           |
| 443442 | 2014 HT152             | 1 d'octubre de 2005    | Mount Lemmon         | Mt. Lemmon Survey                    |
| 443443 | 2014 HX156             | 20 d'octubre de 2007   | Mount Lemmon         | Mt. Lemmon Survey                    |
| 443444 | 2014 HA160             | 29 de juny de 2010     | WISE                 | WISE                                 |
| 443445 | 2014 HF160             | 28 de febrer de 2008   | Mount Lemmon         | Mt. Lemmon Survey                    |
| 443446 | 2014 HG160             | 5 de febrer de 2000    | Kitt Peak            | Spacewatch                           |
| 443447 | 2014 HA161             | 26 de març de 2009     | Mount Lemmon         | Mt. Lemmon Survey                    |
| 443448 | 2014 HJ161             | 19 de gener de 2013    | Kitt Peak            | Spacewatch                           |
| 443449 | 2014 HG162             | 12 de juliol de 2010   | WISE                 | WISE                                 |
| 443450 | 2014 HT163             | 13 de setembre de 2004 | Kitt Peak            | Spacewatch                           |
| 443451 | 2014 HU163             | 22 de setembre de 2011 | Kitt Peak            | Spacewatch                           |
| 443452 | 2014 HJ167             | 13 de desembre de 2006 | Kitt Peak            | Spacewatch                           |
| 443453 | 2014 HB171             | 30 d'agost de 2006     | Anderson Mesa        | LONEOS                               |
| 443454 | 2014 HS171             | 15 d'octubre de 2007   | Catalina             | CSS                                  |
| 443455 | 2014 HH176             | 17 de setembre de 2006 | Catalina             | CSS                                  |
| 443456 | 2014 HK179             | 9 de gener de 2007     | Kitt Peak            | Spacewatch                           |
| 443457 | 2014 HW183             | 21 de novembre de 2008 | Mount Lemmon         | Mt. Lemmon Survey                    |
| 443458 | 2014 HY184             | 4 de desembre de 2007  | Kitt Peak            | Spacewatch                           |
| 443459 | 2014 HZ184             | 16 d'octubre de 2007   | Kitt Peak            | Spacewatch                           |
| 443460 | 2014 HE188             | 12 de juny de 2004     | Socorro              | LINEAR                               |
| 443461 | 2014 HV188             | 2 de març de 2009      | Kitt Peak            | Spacewatch                           |
| 443462 | 2014 HH189             | 26 de maig de 2003     | Kitt Peak            | Spacewatch                           |
| 443463 | 2014 HD190             | 4 de novembre de 1991  | Kitt Peak            | Spacewatch                           |
| 443464 | 2014 HL190             | 28 de juliol de 2011   | Siding Spring        | Siding Spring Survey                 |
| 443465 | 2014 HA191             | 19 d'agost de 2006     | Kitt Peak            | Spacewatch                           |
| 443466 | 2014 HK192             | 8 de març de 2008      | Mount Lemmon         | Mt. Lemmon Survey                    |
| 443467 | 2014 JM1               | 2 d'octubre de 2006    | Mount Lemmon         | Mt. Lemmon Survey                    |
| 443468 | 2014 JO1               | 20 de desembre de 2007 | Kitt Peak            | Spacewatch                           |
| 443469 | 2014 JZ1               | 16 de febrer de 2010   | Kitt Peak            | Spacewatch                           |
| 443470 | 2014 JB2               | 13 de gener de 2008    | Kitt Peak            | Spacewatch                           |
| 443471 | 2014 JE3               | 28 d'octubre de 2011   | Mount Lemmon         | Mt. Lemmon Survey                    |
| 443472 | 2014 JM3               | 1 de maig de 2009      | Mount Lemmon         | Mt. Lemmon Survey                    |
| 443473 | 2014 JR4               | 24 de novembre de 2008 | Mount Lemmon         | Mt. Lemmon Survey                    |
| 443474 | 2014 JZ6               | 7 de juny de 2010      | WISE                 | WISE                                 |
| 443475 | 2014 JB7               | 30 d'agost de 2005     | Kitt Peak            | Spacewatch                           |
| 443476 | 2014 JK7               | 23 d'octubre de 2011   | Mount Lemmon         | Mt. Lemmon Survey                    |
| 443477 | 2014 JK8               | 10 d'octubre de 2007   | Mount Lemmon         | Mt. Lemmon Survey                    |
| 443478 | 2014 JQ9               | 22 de setembre de 2011 | Kitt Peak            | Spacewatch                           |
| 443479 | 2014 JG11              | 28 d'octubre de 2005   | Kitt Peak            | Spacewatch                           |
| 443480 | 2014 JK13              | 10 d'octubre de 2007   | Mount Lemmon         | Mt. Lemmon Survey                    |
| 443481 | 2014 JC14              | 29 d'octubre de 2003   | Kitt Peak            | Spacewatch                           |
| 443482 | 2014 JC19              | 16 de gener de 2013    | Mount Lemmon         | Mt. Lemmon Survey                    |
| 443483 | 2014 JC21              | 25 d'octubre de 2008   | Mount Lemmon         | Mt. Lemmon Survey                    |
| 443484 | 2014 JE21              | 10 de maig de 2005     | Mount Lemmon         | Mt. Lemmon Survey                    |
| 443485 | 2014 JH21              | 17 de novembre de 2011 | Mount Lemmon         | Mt. Lemmon Survey                    |
| 443486 | 2014 JR21              | 5 de novembre de 2005  | Mount Lemmon         | Mt. Lemmon Survey                    |
| 443487 | 2014 JT21              | 10 de març de 2005     | Kitt Peak            | Spacewatch                           |
| 443488 | 2014 JY21              | 3 de març de 2009      | Catalina             | CSS                                  |
| 443489 | 2014 JC22              | 26 de maig de 2003     | Kitt Peak            | Spacewatch                           |
| 443490 | 2014 JW22              | 10 de juny de 2005     | Kitt Peak            | Spacewatch                           |
| 443491 | 2014 JW23              | 25 de desembre de 2006 | Kitt Peak            | Spacewatch                           |
| 443492 | 2014 JE24              | 28 de novembre de 1995 | Kitt Peak            | Spacewatch                           |
| 443493 | 2014 JB26              | 25 de juny de 2010     | WISE                 | WISE                                 |
| 443494 | 2014 JN26              | 17 d'abril de 2009     | Mount Lemmon         | Mt. Lemmon Survey                    |
| 443495 | 2014 JS26              | 17 de gener de 2013    | Kitt Peak            | Spacewatch                           |
| 443496 | 2014 JG27              | 2 de març de 2013      | Mount Lemmon         | Mt. Lemmon Survey                    |
| 443497 | 2014 JR32              | 24 de desembre de 2006 | Kitt Peak            | Spacewatch                           |
| 443498 | 2014 JG33              | 31 de gener de 2009    | Kitt Peak            | Spacewatch                           |
| 443499 | 2014 JK35              | 2 de març de 2009      | Mount Lemmon         | Mt. Lemmon Survey                    |
| 443500 | 2014 JS35              | 30 de setembre de 2006 | Mount Lemmon         | Mt. Lemmon Survey                    |

## 443501–443600
| Nom    | Designació provisional | Data de descobriment   | Lloc de descobriment | Descobridor/s     |
| ------ | ---------------------- | ---------------------- | -------------------- | ----------------- |
| 443501 | 2014 JU35              | 17 de setembre de 2006 | Kitt Peak            | Spacewatch        |
| 443502 | 2014 JV37              | 21 d'octubre de 2006   | Mount Lemmon         | Mt. Lemmon Survey |
| 443503 | 2014 JF39              | 10 de setembre de 2004 | Kitt Peak            | Spacewatch        |
| 443504 | 2014 JM39              | 19 d'abril de 2006     | Mount Lemmon         | Mt. Lemmon Survey |
| 443505 | 2014 JU39              | 27 d'octubre de 2005   | Catalina             | CSS               |
| 443506 | 2014 JD41              | 21 de setembre de 2011 | Mount Lemmon         | Mt. Lemmon Survey |
| 443507 | 2014 JE41              | 16 de novembre de 2006 | Kitt Peak            | Spacewatch        |
| 443508 | 2014 JN43              | 15 de novembre de 2006 | Mount Lemmon         | Mt. Lemmon Survey |
| 443509 | 2014 JJ44              | 24 de novembre de 2011 | Mount Lemmon         | Mt. Lemmon Survey |
| 443510 | 2014 JS44              | 12 de desembre de 2012 | Kitt Peak            | Spacewatch        |
| 443511 | 2014 JR45              | 16 de gener de 2004    | Kitt Peak            | Spacewatch        |
| 443512 | 2014 JB46              | 5 d'abril de 2005      | Mount Lemmon         | Mt. Lemmon Survey |
| 443513 | 2014 JD52              | 30 d'octubre de 2005   | Kitt Peak            | Spacewatch        |
| 443514 | 2014 JR52              | 3 d'abril de 2008      | Kitt Peak            | Spacewatch        |
| 443515 | 2014 JS52              | 6 d'octubre de 2005    | Kitt Peak            | Spacewatch        |
| 443516 | 2014 JQ53              | 4 de març de 2008      | Mount Lemmon         | Mt. Lemmon Survey |
| 443517 | 2014 JY57              | 10 de gener de 2008    | Mount Lemmon         | Mt. Lemmon Survey |
| 443518 | 2014 JY58              | 13 de desembre de 2006 | Kitt Peak            | Spacewatch        |
| 443519 | 2014 JV59              | 1 de març de 2009      | Kitt Peak            | Spacewatch        |
| 443520 | 2014 JW59              | 14 d'abril de 2010     | Kitt Peak            | Spacewatch        |
| 443521 | 2014 JB60              | 22 d'agost de 2004     | Kitt Peak            | Spacewatch        |
| 443522 | 2014 JX60              | 2 de novembre de 2007  | Mount Lemmon         | Mt. Lemmon Survey |
| 443523 | 2014 JE61              | 24 de setembre de 2006 | Kitt Peak            | Spacewatch        |
| 443524 | 2014 JL62              | 11 de gener de 2008    | Kitt Peak            | Spacewatch        |
| 443525 | 2014 JP65              | 6 de març de 2008      | Kitt Peak            | Spacewatch        |
| 443526 | 2014 JE67              | 10 de gener de 2008    | Mount Lemmon         | Mt. Lemmon Survey |
| 443527 | 2014 JK67              | 30 de març de 2008     | Kitt Peak            | Spacewatch        |
| 443528 | 2014 JZ67              | 31 de desembre de 2005 | Kitt Peak            | Spacewatch        |
| 443529 | 2014 JS70              | 30 d'octubre de 2007   | Mount Lemmon         | Mt. Lemmon Survey |
| 443530 | 2014 JP71              | 27 de novembre de 1995 | Kitt Peak            | Spacewatch        |
| 443531 | 2014 JU72              | 2 de gener de 2009     | Kitt Peak            | Spacewatch        |
| 443532 | 2014 JW73              | 1 d'octubre de 2005    | Mount Lemmon         | Mt. Lemmon Survey |
| 443533 | 2014 JX75              | 2 d'octubre de 2006    | Mount Lemmon         | Mt. Lemmon Survey |
| 443534 | 2014 KY                | 29 de febrer de 2008   | Mount Lemmon         | Mt. Lemmon Survey |
| 443535 | 2014 KJ1               | 4 d'abril de 2008      | Mount Lemmon         | Mt. Lemmon Survey |
| 443536 | 2014 KY1               | 6 de gener de 2013     | Kitt Peak            | Spacewatch        |
| 443537 | 2014 KR2               | 4 de setembre de 2010  | Kitt Peak            | Spacewatch        |
| 443538 | 2014 KG3               | 28 de febrer de 2008   | Kitt Peak            | Spacewatch        |
| 443539 | 2014 KQ3               | 25 d'abril de 2006     | Mount Lemmon         | Mt. Lemmon Survey |
| 443540 | 2014 KT3               | 12 de març de 2010     | WISE                 | WISE              |
| 443541 | 2014 KT4               | 16 de gener de 2013    | Mount Lemmon         | Mt. Lemmon Survey |
| 443542 | 2014 KU7               | 1 de març de 2009      | Kitt Peak            | Spacewatch        |
| 443543 | 2014 KM9               | 17 d'abril de 2005     | Kitt Peak            | Spacewatch        |
| 443544 | 2014 KO9               | 9 de febrer de 2008    | Kitt Peak            | Spacewatch        |
| 443545 | 2014 KK10              | 5 de març de 2008      | Kitt Peak            | Spacewatch        |
| 443546 | 2014 KX11              | 26 d'abril de 2009     | Kitt Peak            | Spacewatch        |
| 443547 | 2014 KE13              | 31 de març de 2008     | Mount Lemmon         | Mt. Lemmon Survey |
| 443548 | 2014 KO13              | 11 de març de 2008     | Mount Lemmon         | Mt. Lemmon Survey |
| 443549 | 2014 KM14              | 8 de setembre de 2004  | Socorro              | LINEAR            |
| 443550 | 2014 KX14              | 24 de febrer de 2009   | Mount Lemmon         | Mt. Lemmon Survey |
| 443551 | 2014 KZ14              | 7 de febrer de 2013    | Kitt Peak            | Spacewatch        |
| 443552 | 2014 KQ16              | 22 d'abril de 2009     | Mount Lemmon         | Mt. Lemmon Survey |
| 443553 | 2014 KO17              | 7 de setembre de 2000  | Kitt Peak            | Spacewatch        |
| 443554 | 2014 KD18              | 17 d'octubre de 2006   | Mount Lemmon         | Mt. Lemmon Survey |
| 443555 | 2014 KJ18              | 5 de novembre de 2007  | Kitt Peak            | Spacewatch        |
| 443556 | 2014 KU23              | 1 de novembre de 2005  | Kitt Peak            | Spacewatch        |
| 443557 | 2014 KA24              | 8 d'abril de 2003      | Kitt Peak            | Spacewatch        |
| 443558 | 2014 KQ25              | 21 d'agost de 2006     | Kitt Peak            | Spacewatch        |
| 443559 | 2014 KU25              | 26 de desembre de 1995 | Kitt Peak            | Spacewatch        |
| 443560 | 2014 KY26              | 25 de novembre de 2005 | Catalina             | CSS               |
| 443561 | 2014 KC28              | 29 d'abril de 2006     | Kitt Peak            | Spacewatch        |
| 443562 | 2014 KJ28              | 17 de gener de 2007    | Kitt Peak            | Spacewatch        |
| 443563 | 2014 KG30              | 3 de maig de 2014      | Mount Lemmon         | Mt. Lemmon Survey |
| 443564 | 2014 KM31              | 8 d'octubre de 2004    | Kitt Peak            | Spacewatch        |
| 443565 | 2014 KX31              | 1 de novembre de 2005  | Mount Lemmon         | Mt. Lemmon Survey |
| 443566 | 2014 KL33              | 26 de novembre de 2003 | Kitt Peak            | Spacewatch        |
| 443567 | 2014 KY34              | 26 de novembre de 2003 | Kitt Peak            | Spacewatch        |
| 443568 | 2014 KP35              | 21 de setembre de 2011 | Mount Lemmon         | Mt. Lemmon Survey |
| 443569 | 2014 KU40              | 10 d'abril de 2005     | Mount Lemmon         | Mt. Lemmon Survey |
| 443570 | 2014 KU42              | 17 de febrer de 2013   | Kitt Peak            | Spacewatch        |
| 443571 | 2014 KZ42              | 20 d'abril de 2009     | Kitt Peak            | Spacewatch        |
| 443572 | 2014 KL51              | 13 d'octubre de 2010   | Mount Lemmon         | Mt. Lemmon Survey |
| 443573 | 2014 KW53              | 3 d'abril de 2008      | Mount Lemmon         | Mt. Lemmon Survey |
| 443574 | 2014 KQ55              | 8 d'abril de 2003      | Kitt Peak            | Spacewatch        |
| 443575 | 2014 KC57              | 11 d'abril de 2008     | Kitt Peak            | Spacewatch        |
| 443576 | 2014 KL58              | 5 de maig de 2008      | Mount Lemmon         | Mt. Lemmon Survey |
| 443577 | 2014 KV59              | 13 de novembre de 2012 | Mount Lemmon         | Mt. Lemmon Survey |
| 443578 | 2014 KA65              | 13 de desembre de 2012 | Mount Lemmon         | Mt. Lemmon Survey |
| 443579 | 2014 KC66              | 24 d'octubre de 1995   | Kitt Peak            | Spacewatch        |
| 443580 | 2014 KE67              | 29 de desembre de 2003 | Kitt Peak            | Spacewatch        |
| 443581 | 2014 KZ67              | 8 de març de 2008      | Kitt Peak            | Spacewatch        |
| 443582 | 2014 KR70              | 17 de gener de 2007    | Kitt Peak            | Spacewatch        |
| 443583 | 2014 KE71              | 27 d'octubre de 2005   | Catalina             | CSS               |
| 443584 | 2014 KC73              | 11 de setembre de 2004 | Kitt Peak            | Spacewatch        |
| 443585 | 2014 KL73              | 30 de juny de 2010     | WISE                 | WISE              |
| 443586 | 2014 KP75              | 18 de setembre de 2003 | Kitt Peak            | Spacewatch        |
| 443587 | 2014 KM78              | 29 d'octubre de 2010   | Kitt Peak            | Spacewatch        |
| 443588 | 2014 KL82              | 31 de març de 2008     | Mount Lemmon         | Mt. Lemmon Survey |
| 443589 | 2014 KZ85              | 11 d'abril de 2003     | Kitt Peak            | Spacewatch        |
| 443590 | 2014 KG87              | 14 de gener de 2002    | Kitt Peak            | Spacewatch        |
| 443591 | 2014 KK88              | 11 de novembre de 2007 | Catalina             | CSS               |
| 443592 | 2014 KU89              | 22 de juliol de 2006   | Mount Lemmon         | Mt. Lemmon Survey |
| 443593 | 2014 KJ91              | 9 de juliol de 2010    | WISE                 | WISE              |
| 443594 | 2014 KL91              | 13 de desembre de 2006 | Mount Lemmon         | Mt. Lemmon Survey |
| 443595 | 2014 KQ92              | 1 de novembre de 2005  | Mount Lemmon         | Mt. Lemmon Survey |
| 443596 | 2014 KM93              | 25 de setembre de 2000 | Kitt Peak            | Spacewatch        |
| 443597 | 2014 KU93              | 2 de maig de 2008      | Kitt Peak            | Spacewatch        |
| 443598 | 2014 KY94              | 31 de desembre de 2007 | Mount Lemmon         | Mt. Lemmon Survey |
| 443599 | 2014 KJ96              | 26 de novembre de 2005 | Catalina             | CSS               |
| 443600 | 2014 KC97              | 11 d'octubre de 2010   | Mount Lemmon         | Mt. Lemmon Survey |

## 443601–443700
| Nom    | Designació provisional | Data de descobriment   | Lloc de descobriment | Descobridor/s     |
| ------ | ---------------------- | ---------------------- | -------------------- | ----------------- |
| 443601 | 2014 KA98              | 4 d'abril de 2008      | Mount Lemmon         | Mt. Lemmon Survey |
| 443602 | 2014 KE98              | 29 de novembre de 2005 | Kitt Peak            | Spacewatch        |
| 443603 | 2014 KM100             | 13 d'abril de 2008     | Kitt Peak            | Spacewatch        |
| 443604 | 2014 KP101             | 10 de desembre de 2001 | Socorro              | LINEAR            |
| 443605 | 2014 LZ2               | 16 de novembre de 1995 | Kitt Peak            | Spacewatch        |
| 443606 | 2014 LG8               | 26 de desembre de 2006 | Kitt Peak            | Spacewatch        |
| 443607 | 2014 LT8               | 15 de novembre de 2007 | Mount Lemmon         | Mt. Lemmon Survey |
| 443608 | 2014 LA10              | 15 d'abril de 2008     | Mount Lemmon         | Mt. Lemmon Survey |
| 443609 | 2014 LX10              | 13 de febrer de 2002   | Kitt Peak            | Spacewatch        |
| 443610 | 2014 LZ10              | 30 d'octubre de 2005   | Kitt Peak            | Spacewatch        |
| 443611 | 2014 LZ14              | 15 de juny de 2009     | Mount Lemmon         | Mt. Lemmon Survey |
| 443612 | 2014 LA22              | 27 de desembre de 2005 | Kitt Peak            | Spacewatch        |
| 443613 | 2014 LC22              | 13 de gener de 2002    | Socorro              | LINEAR            |
| 443614 | 2014 LT22              | 3 de setembre de 2010  | Mount Lemmon         | Mt. Lemmon Survey |
| 443615 | 2014 LA25              | 19 de desembre de 2001 | Kitt Peak            | Spacewatch        |
| 443616 | 2014 LG25              | 28 d'octubre de 2005   | Mount Lemmon         | Mt. Lemmon Survey |
| 443617 | 2014 LJ25              | 29 de novembre de 2005 | Kitt Peak            | Spacewatch        |
| 443618 | 2014 MO1               | 8 d'octubre de 2005    | Kitt Peak            | Spacewatch        |
| 443619 | 2014 MM2               | 21 de febrer de 2010   | WISE                 | WISE              |
| 443620 | 2014 MJ3               | 4 d'octubre de 2004    | Kitt Peak            | Spacewatch        |
| 443621 | 2014 MK11              | 30 de novembre de 2005 | Mount Lemmon         | Mt. Lemmon Survey |
| 443622 | 2014 MA21              | 2 de maig de 2009      | Mount Lemmon         | Mt. Lemmon Survey |
| 443623 | 2014 MM23              | 5 de març de 2013      | Catalina             | CSS               |
| 443624 | 2014 ML34              | 22 de juliol de 2010   | WISE                 | WISE              |
| 443625 | 2014 MM34              | 10 de gener de 2007    | Kitt Peak            | Spacewatch        |
| 443626 | 2014 MM36              | 30 de maig de 2006     | Mount Lemmon         | Mt. Lemmon Survey |
| 443627 | 2014 MX40              | 20 de gener de 2012    | Mount Lemmon         | Mt. Lemmon Survey |
| 443628 | 2014 MS46              | 14 d'abril de 2008     | Kitt Peak            | Spacewatch        |
| 443629 | 2014 MQ47              | 11 d'abril de 2008     | Kitt Peak            | Spacewatch        |
| 443630 | 2014 MM54              | 31 d'octubre de 2010   | Mount Lemmon         | Mt. Lemmon Survey |
| 443631 | 2014 MD58              | 27 de gener de 2000    | Kitt Peak            | Spacewatch        |
| 443632 | 2014 NA1               | 14 de març de 2010     | Kitt Peak            | Spacewatch        |
| 443633 | 2014 NH17              | 25 de setembre de 2005 | Kitt Peak            | Spacewatch        |
| 443634 | 2014 NR55              | 29 d'abril de 2008     | Mount Lemmon         | Mt. Lemmon Survey |
| 443635 | 2014 NW61              | 18 de gener de 2008    | Mount Lemmon         | Mt. Lemmon Survey |
| 443636 | 2014 OE                | 26 de desembre de 2011 | Kitt Peak            | Spacewatch        |
| 443637 | 2014 OB6               | 26 de juny de 2001     | Kitt Peak            | Spacewatch        |
| 443638 | 2014 OY14              | 28 de febrer de 2009   | Mount Lemmon         | Mt. Lemmon Survey |
| 443639 | 2014 OB131             | 1 de març de 2008      | Kitt Peak            | Spacewatch        |
| 443640 | 2014 OR131             | 27 de gener de 2007    | Kitt Peak            | Spacewatch        |
| 443641 | 2014 OH202             | 27 de desembre de 2005 | Mount Lemmon         | Mt. Lemmon Survey |
| 443642 | 2014 OH207             | 10 de novembre de 2004 | Kitt Peak            | Spacewatch        |
| 443643 | 2014 OQ211             | 11 de setembre de 2010 | Kitt Peak            | Spacewatch        |
| 443644 | 2014 ON212             | 18 d'agost de 2009     | Kitt Peak            | Spacewatch        |
| 443645 | 2014 OO212             | 23 de febrer de 2007   | Kitt Peak            | Spacewatch        |
| 443646 | 2014 OB240             | 27 de juny de 1998     | Kitt Peak            | Spacewatch        |
| 443647 | 2014 OX281             | 15 de setembre de 2009 | Kitt Peak            | Spacewatch        |
| 443648 | 2014 OO316             | 25 de març de 2007     | Mount Lemmon         | Mt. Lemmon Survey |
| 443649 | 2014 ON343             | 16 de setembre de 2010 | Kitt Peak            | Spacewatch        |
| 443650 | 2014 QU189             | 18 de setembre de 2003 | Kitt Peak            | Spacewatch        |
| 443651 | 2015 DS211             | 26 d'octubre de 2009   | Mount Lemmon         | Mt. Lemmon Survey |
| 443652 | 2015 EU64              | 5 de maig de 2008      | Mount Lemmon         | Mt. Lemmon Survey |
| 443653 | 2015 FO32              | 13 de març de 2007     | Mount Lemmon         | Mt. Lemmon Survey |
| 443654 | 2015 FT43              | 13 de març de 2002     | Socorro              | LINEAR            |
| 443655 | 2015 FP76              | 6 de maig de 2006      | Mount Lemmon         | Mt. Lemmon Survey |
| 443656 | 2015 FB77              | 21 de novembre de 1998 | Kitt Peak            | Spacewatch        |
| 443657 | 2015 FK77              | 25 de setembre de 2006 | Anderson Mesa        | LONEOS            |
| 443658 | 2015 FY115             | 14 d'abril de 2005     | Catalina             | CSS               |
| 443659 | 2015 FM213             | 10 d'abril de 2010     | Kitt Peak            | Spacewatch        |
| 443660 | 2015 FH294             | 3 de març de 2009      | Catalina             | CSS               |
| 443661 | 2015 FF301             | 28 de gener de 2006    | Kitt Peak            | Spacewatch        |
| 443662 | 2015 FC302             | 28 de setembre de 2003 | Anderson Mesa        | LONEOS            |
| 443663 | 2015 FY314             | 23 d'abril de 2004     | Socorro              | LINEAR            |
| 443664 | 2015 FX315             | 13 de gener de 2005    | Kitt Peak            | Spacewatch        |
| 443665 | 2015 FO335             | 12 d'abril de 1996     | Kitt Peak            | Spacewatch        |
| 443666 | 2015 FV337             | 10 de gener de 2008    | Mount Lemmon         | Mt. Lemmon Survey |
| 443667 | 2015 FE338             | 12 de desembre de 1996 | Kitt Peak            | Spacewatch        |
| 443668 | 2015 HX                | 3 de juny de 2005      | Kitt Peak            | Spacewatch        |
| 443669 | 2015 HA43              | 19 d'abril de 1993     | Kitt Peak            | Spacewatch        |
| 443670 | 2015 HX60              | 27 de febrer de 2006   | Kitt Peak            | Spacewatch        |
| 443671 | 2015 HL94              | 10 d'octubre de 2007   | Mount Lemmon         | Mt. Lemmon Survey |
| 443672 | 2015 HR148             | 9 de setembre de 2005  | Socorro              | LINEAR            |
| 443673 | 2015 HD155             | 20 d'octubre de 2003   | Kitt Peak            | Spacewatch        |
| 443674 | 2015 HN170             | 24 d'octubre de 2009   | Kitt Peak            | Spacewatch        |
| 443675 | 2015 HF171             | 7 de maig de 2008      | Mount Lemmon         | Mt. Lemmon Survey |
| 443676 | 2015 KO4               | 14 d'octubre de 2007   | Mount Lemmon         | Mt. Lemmon Survey |
| 443677 | 2015 KP8               | 22 de setembre de 2003 | Kitt Peak            | Spacewatch        |
| 443678 | 2015 KJ13              | 17 de maig de 2010     | Mount Lemmon         | Mt. Lemmon Survey |
| 443679 | 2015 KP13              | 30 de maig de 2006     | Kitt Peak            | Spacewatch        |
| 443680 | 2015 KZ13              | 10 d'agost de 2007     | Kitt Peak            | Spacewatch        |
| 443681 | 2015 KS14              | 16 de març de 2010     | Mount Lemmon         | Mt. Lemmon Survey |
| 443682 | 2015 KZ15              | 30 de setembre de 2006 | Catalina             | CSS               |
| 443683 | 2015 KF16              | 7 de gener de 2006     | Mount Lemmon         | Mt. Lemmon Survey |
| 443684 | 2015 KF18              | 2 d'agost de 2010      | Socorro              | LINEAR            |
| 443685 | 2015 KQ19              | 29 d'octubre de 2005   | Mount Lemmon         | Mt. Lemmon Survey |
| 443686 | 2015 KK22              | 25 d'agost de 1995     | Kitt Peak            | Spacewatch        |
| 443687 | 2015 KE36              | 14 de març de 2007     | Mount Lemmon         | Mt. Lemmon Survey |
| 443688 | 2015 KN38              | 22 d'abril de 2007     | Kitt Peak            | Spacewatch        |
| 443689 | 2015 KM39              | 3 de novembre de 2005  | Kitt Peak            | Spacewatch        |
| 443690 | 2015 KB41              | 27 de setembre de 2008 | Mount Lemmon         | Mt. Lemmon Survey |
| 443691 | 2015 KL41              | 14 de desembre de 2010 | Mount Lemmon         | Mt. Lemmon Survey |
| 443692 | 2015 KD47              | 3 de març de 2009      | Catalina             | CSS               |
| 443693 | 2015 KF64              | 16 de febrer de 2004   | Kitt Peak            | Spacewatch        |
| 443694 | 2015 KA101             | 24 d'abril de 2008     | Mount Lemmon         | Mt. Lemmon Survey |
| 443695 | 2015 KJ103             | 9 d'abril de 2003      | Kitt Peak            | Spacewatch        |
| 443696 | 2015 KD107             | 29 de desembre de 2008 | Kitt Peak            | Spacewatch        |
| 443697 | 2015 KL108             | 17 de desembre de 2009 | Kitt Peak            | Spacewatch        |
| 443698 | 2015 KS108             | 20 de novembre de 2000 | Anderson Mesa        | LONEOS            |
| 443699 | 2015 KU109             | 21 de setembre de 2003 | Kitt Peak            | Spacewatch        |
| 443700 | 2015 KB110             | 31 d'octubre de 2005   | Catalina             | CSS               |

## 443701–443800
| Nom    | Designació provisional | Data de descobriment    | Lloc de descobriment | Descobridor/s                                             |
| ------ | ---------------------- | ----------------------- | -------------------- | --------------------------------------------------------- |
| 443701 | 2015 KE110             | 27 de febrer de 2006    | Kitt Peak            | Spacewatch                                                |
| 443702 | 2015 KA111             | 25 d'abril de 2006      | Kitt Peak            | Spacewatch                                                |
| 443703 | 2015 KQ111             | 29 d'agost de 2005      | Kitt Peak            | Spacewatch                                                |
| 443704 | 2015 KU111             | 2 de febrer de 2008     | Mount Lemmon         | Mt. Lemmon Survey                                         |
| 443705 | 2015 KM112             | 23 de maig de 2006      | Kitt Peak            | Spacewatch                                                |
| 443706 | 2015 KD113             | 22 de febrer de 2009    | Catalina             | CSS                                                       |
| 443707 | 2015 KU113             | 8 de gener de 2000      | Kitt Peak            | Spacewatch                                                |
| 443708 | 2015 KY122             | 28 de març de 2009      | Catalina             | CSS                                                       |
| 443709 | 2015 KC132             | 18 d'octubre de 2009    | Mount Lemmon         | Mt. Lemmon Survey                                         |
| 443710 | 2015 KM133             | 17 de desembre de 1996  | Kitt Peak            | Spacewatch                                                |
| 443711 | 2015 KA135             | 11 d'octubre de 2005    | Kitt Peak            | Spacewatch                                                |
| 443712 | 2015 KZ136             | 28 de setembre de 1994  | Kitt Peak            | Spacewatch                                                |
| 443713 | 2015 KO142             | 15 de maig de 2004      | Socorro              | LINEAR                                                    |
| 443714 | 2015 KR144             | 17 d'octubre de 2006    | Mount Lemmon         | Mt. Lemmon Survey                                         |
| 443715 | 2015 KX146             | 26 de setembre de 2008  | Mount Lemmon         | Mt. Lemmon Survey                                         |
| 443716 | 2015 KC148             | 20 d'abril de 1996      | Kitt Peak            | Spacewatch                                                |
| 443717 | 2015 KA157             | 14 de febrer de 2004    | Kitt Peak            | Spacewatch                                                |
| 443718 | 2015 KB160             | 20 de setembre de 2003  | Anderson Mesa        | LONEOS                                                    |
| 443719 | 2015 LC1               | 24 de febrer de 2009    | Catalina             | CSS                                                       |
| 443720 | 2015 LF1               | 15 de gener de 2008     | Mount Lemmon         | Mt. Lemmon Survey                                         |
| 443721 | 2015 LL2               | 21 d'abril de 2004      | Kitt Peak            | Spacewatch                                                |
| 443722 | 2015 LM9               | 2 d'abril de 2011       | Kitt Peak            | Spacewatch                                                |
| 443723 | 2015 LT9               | 13 de juliol de 1999    | Socorro              | LINEAR                                                    |
| 443724 | 2015 LH12              | 17 de setembre de 2003  | Kitt Peak            | Spacewatch                                                |
| 443725 | 2015 LK13              | 10 de gener de 2007     | Mount Lemmon         | Mt. Lemmon Survey                                         |
| 443726 | 2015 LS15              | 18 de desembre de 2007  | Mount Lemmon         | Mt. Lemmon Survey                                         |
| 443727 | 2015 LT15              | 21 de desembre de 2006  | Mount Lemmon         | Mt. Lemmon Survey                                         |
| 443728 | 2015 LK19              | 10 d'octubre de 2007    | Mount Lemmon         | Mt. Lemmon Survey                                         |
| 443729 | 2015 LF20              | 3 de maig de 2006       | Mount Lemmon         | Mt. Lemmon Survey                                         |
| 443730 | 2015 LL20              | 5 d'abril de 2010       | Kitt Peak            | Spacewatch                                                |
| 443731 | 2015 LX21              | 15 de juny de 2001      | Socorro              | LINEAR                                                    |
| 443732 | 2015 LD22              | 17 de maig de 2004      | Socorro              | LINEAR                                                    |
| 443733 | 2015 LE22              | 25 de gener de 2006     | Kitt Peak            | Spacewatch                                                |
| 443734 | 2015 LH22              | 31 d'agost de 2005      | Kitt Peak            | Spacewatch                                                |
| 443735 | 2015 LC23              | 10 de març de 2007      | Mount Lemmon         | Mt. Lemmon Survey                                         |
| 443736 | 2015 LK23              | 30 d'abril de 2004      | Kitt Peak            | Spacewatch                                                |
| 443737 | 2015 LT29              | 28 d'agost de 2011      | Siding Spring        | Siding Spring Survey                                      |
| 443738 | 2015 LP30              | 9 de gener de 2007      | Mount Lemmon         | Mt. Lemmon Survey                                         |
| 443739 | 2015 LP31              | 12 de gener de 2010     | Mount Lemmon         | Mt. Lemmon Survey                                         |
| 443740 | 2015 LF32              | 1 de febrer de 1995     | Kitt Peak            | Spacewatch                                                |
| 443741 | 2015 LZ32              | 23 de maig de 1999      | Kitt Peak            | Spacewatch                                                |
| 443742 | 2015 LX33              | 24 de juny de 2010      | WISE                 | WISE                                                      |
| 443743 | 2015 LM34              | 17 de febrer de 2004    | Socorro              | LINEAR                                                    |
| 443744 | 2015 LX34              | 21 de novembre de 2006  | Mount Lemmon         | Mt. Lemmon Survey                                         |
| 443745 | 2015 LB35              | 15 de gener de 2010     | WISE                 | WISE                                                      |
| 443746 | 2015 LE35              | 15 de maig de 2010      | WISE                 | WISE                                                      |
| 443747 | 2015 LF38              | 19 de novembre de 2008  | Catalina             | CSS                                                       |
| 443748 | 2015 LO38              | 1 de maig de 2009       | Mount Lemmon         | Mt. Lemmon Survey                                         |
| 443749 | 2015 LM39              | 27 de juny de 2008      | Siding Spring        | Siding Spring Survey                                      |
| 443750 | 2015 MG                | 2 de març de 2009       | Mount Lemmon         | Mt. Lemmon Survey                                         |
| 443751 | 2015 MU6               | 31 d'agost de 2005      | Kitt Peak            | Spacewatch                                                |
| 443752 | 2015 ML7               | 9 de març de 2005       | Kitt Peak            | Spacewatch                                                |
| 443753 | 2015 MW7               | 10 de setembre de 2010  | Mount Lemmon         | Mt. Lemmon Survey                                         |
| 443754 | 2015 MK8               | 18 de juny de 2010      | WISE                 | WISE                                                      |
| 443755 | 2015 MV8               | 29 de novembre de 2003  | Kitt Peak            | Spacewatch                                                |
| 443756 | 2015 MB9               | 8 de juliol de 2010     | Kitt Peak            | Spacewatch                                                |
| 443757 | 2015 MF9               | 30 de setembre de 2005  | Catalina             | CSS                                                       |
| 443758 | 2015 MB11              | 16 de setembre de 2003  | Kitt Peak            | Spacewatch                                                |
| 443759 | 2015 MU23              | 31 d'agost de 2005      | Kitt Peak            | Spacewatch                                                |
| 443760 | 2015 MC24              | 15 de setembre de 2012  | Catalina             | CSS                                                       |
| 443761 | 2015 MV25              | 14 de febrer de 1999    | Kitt Peak            | Spacewatch                                                |
| 443762 | 2015 MR26              | 4 de març de 2005       | Mount Lemmon         | Mt. Lemmon Survey                                         |
| 443763 | 2015 ME31              | 26 d'octubre de 2005    | Kitt Peak            | Spacewatch                                                |
| 443764 | 2015 MG44              | 14 d'octubre de 2012    | Mount Lemmon         | Mt. Lemmon Survey                                         |
| 443765 | 2015 MU52              | 13 de desembre de 2006  | Mount Lemmon         | Mt. Lemmon Survey                                         |
| 443766 | 2015 MC55              | 14 de desembre de 1995  | Kitt Peak            | Spacewatch                                                |
| 443767 | 2015 MG55              | 24 de maig de 2006      | Kitt Peak            | Spacewatch                                                |
| 443768 | 2015 MB56              | 18 de desembre de 2001} | Socorro              | LINEAR                                                    |
| 443769 | 2015 MQ56              | 22 de juny de 2010      | WISE                 | WISE                                                      |
| 443770 | 2015 MW56              | 25 de febrer de 2011    | Kitt Peak            | Spacewatch                                                |
| 443771 | 2015 ME57              | 6 de gener de 2013      | Kitt Peak            | Spacewatch                                                |
| 443772 | 2015 MU57              | 14 de setembre de 2007  | Catalina             | CSS                                                       |
| 443773 | 2015 MB59              | 16 d'agost de 2004      | Siding Spring        | Siding Spring Survey                                      |
| 443774 | 2015 MK65              | 14 de juny de 2010      | WISE                 | WISE                                                      |
| 443775 | 2015 MW65              | 18 de maig de 2004      | Campo Imperatore     | CINEOS                                                    |
| 443776 | 2015 MC67              | 18 de març de 2004      | Kitt Peak            | Spacewatch                                                |
| 443777 | 2015 MS67              | 23 de juny de 2007      | Kitt Peak            | Spacewatch                                                |
| 443778 | 2015 MX67              | 21 d'agost de 2004      | Siding Spring        | Siding Spring Survey                                      |
| 443779 | 2015 ML68              | 29 de setembre de 2005  | Kitt Peak            | Spacewatch                                                |
| 443780 | 2015 MO68              | 28 de novembre de 1994  | Kitt Peak            | Spacewatch                                                |
| 443781 | 2015 MW71              | 26 de maig de 2009      | Mount Lemmon         | Mt. Lemmon Survey                                         |
| 443782 | 2015 MN73              | 16 de març de 2009      | Mount Lemmon         | Mt. Lemmon Survey                                         |
| 443783 | 2015 MB74              | 20 de novembre de 2005  | Catalina             | CSS                                                       |
| 443784 | 2015 ML74              | 24 de maig de 2010      | WISE                 | WISE                                                      |
| 443785 | 2015 MH78              | 24 de juny de 2010      | WISE                 | WISE                                                      |
| 443786 | 2015 ME89              | 4 d'abril de 2008       | Mount Lemmon         | Mt. Lemmon Survey                                         |
| 443787 | 2015 MD91              | 10 de desembre de 2001  | Kitt Peak            | Spacewatch                                                |
| 443788 | 2015 MF92              | 3 de novembre de 2008   | Mount Lemmon         | Mt. Lemmon Survey                                         |
| 443789 | 2015 MZ92              | 25 de maig de 2000      | Kitt Peak            | Spacewatch                                                |
| 443790 | 2015 MB93              | 2 de juny de 2005       | Kitt Peak            | Spacewatch                                                |
| 443791 | 2015 MC93              | 27 de febrer de 2009    | Kitt Peak            | Spacewatch                                                |
| 443792 | 2015 ML93              | 9 d'agost de 2004       | Anderson Mesa        | LONEOS                                                    |
| 443793 | 2015 MO93              | 23 de maig de 2010      | WISE                 | WISE                                                      |
| 443794 | 2015 MS93              | 22 d'octubre de 2008    | Mount Lemmon         | Mt. Lemmon Survey                                         |
| 443795 | 1917 T-3               | 17 d'octubre de 1977    | Palomar              | van Houten, C. J., van Houten-Groeneveld, I., Gehrels, T. |
| 443796 | 1960 SW                | 24 de setembre de 1960  | Palomar              | Schmadel, L. D., Stoss, R.                                |
| 443797 | 1994 SQ11              | 29 de setembre de 1994  | Kitt Peak            | Spacewatch                                                |
| 443798 | 1995 CO2               | 1 de febrer de 1995     | Kitt Peak            | Spacewatch                                                |
| 443799 | 1995 UB19              | 19 d'octubre de 1995    | Kitt Peak            | Spacewatch                                                |
| 443800 | 1995 VL5               | 14 de novembre de 1995  | Kitt Peak            | Spacewatch                                                |

## 443801–443900
| Nom    | Designació provisional | Data de descobriment   | Lloc de descobriment | Descobridor/s   |
| ------ | ---------------------- | ---------------------- | -------------------- | --------------- |
| 443801 | 1996 LG3               | 11 de juny de 1996     | Kitt Peak            | Spacewatch      |
| 443802 | 1997 RH13              | 6 de setembre de 1997  | Caussols             | ODAS            |
| 443803 | 1997 SE6               | 23 de setembre de 1997 | Kitt Peak            | Spacewatch      |
| 443804 | 1997 SE23              | 29 de setembre de 1997 | Kitt Peak            | Spacewatch      |
| 443805 | 1997 WW                | 20 de novembre de 1997 | Kitt Peak            | Spacewatch      |
| 443806 | 1998 FL3               | 22 de març de 1998     | Kitt Peak            | Spacewatch      |
| 443807 | 1998 FG48              | 20 de març de 1998     | Socorro              | LINEAR          |
| 443808 | 1998 QP36              | 17 d'agost de 1998     | Socorro              | LINEAR          |
| 443809 | 1998 TP38              | 11 d'octubre de 1998   | Anderson Mesa        | LONEOS          |
| 443810 | 1998 WF40              | 16 de novembre de 1998 | Kitt Peak            | Spacewatch      |
| 443811 | 1998 XJ6               | 8 de desembre de 1998  | Kitt Peak            | Spacewatch      |
| 443812 | 1999 RG31              | 8 de setembre de 1999  | Socorro              | LINEAR          |
| 443813 | 1999 TQ68              | 9 d'octubre de 1999    | Kitt Peak            | Spacewatch      |
| 443814 | 1999 TW81              | 12 d'octubre de 1999   | Kitt Peak            | Spacewatch      |
| 443815 | 1999 TH84              | 6 d'octubre de 1999    | Kitt Peak            | Spacewatch      |
| 443816 | 1999 TR107             | 4 d'octubre de 1999    | Socorro              | LINEAR          |
| 443817 | 1999 TP211             | 15 d'octubre de 1999   | Socorro              | LINEAR          |
| 443818 | 1999 TS299             | 2 d'octubre de 1999    | Kitt Peak            | Spacewatch      |
| 443819 | 1999 TT322             | 8 d'octubre de 1999    | Socorro              | LINEAR          |
| 443820 | 1999 UB18              | 13 d'octubre de 1999   | Kitt Peak            | Spacewatch      |
| 443821 | 1999 UO34              | 6 d'octubre de 1999    | Socorro              | LINEAR          |
| 443822 | 1999 VP101             | 9 de novembre de 1999  | Socorro              | LINEAR          |
| 443823 | 1999 VN209             | 14 de novembre de 1999 | Kitt Peak            | Spacewatch      |
| 443824 | 1999 WF14              | 28 de novembre de 1999 | Kitt Peak            | Spacewatch      |
| 443825 | 1999 WX18              | 30 de novembre de 1999 | Kitt Peak            | Spacewatch      |
| 443826 | 1999 XM187             | 12 de desembre de 1999 | Socorro              | LINEAR          |
| 443827 | 2000 AW167             | 8 de gener de 2000     | Socorro              | LINEAR          |
| 443828 | 2000 CC79              | 2 de febrer de 2000    | Kitt Peak            | Spacewatch      |
| 443829 | 2000 CZ123             | 6 de gener de 2000     | Kitt Peak            | Spacewatch      |
| 443830 | 2000 GP131             | 7 d'abril de 2000      | Kitt Peak            | Spacewatch      |
| 443831 | 2000 HV80              | 28 d'abril de 2000     | Anderson Mesa        | LONEOS          |
| 443832 | 2000 OP60              | 29 de juliol de 2000   | Anderson Mesa        | LONEOS          |
| 443833 | 2000 QP110             | 24 d'agost de 2000     | Socorro              | LINEAR          |
| 443834 | 2000 SO174             | 25 de setembre de 2000 | Anderson Mesa        | LONEOS          |
| 443835 | 2000 SR229             | 28 de setembre de 2000 | Socorro              | LINEAR          |
| 443836 | 2000 SM232             | 28 de setembre de 2000 | Socorro              | LINEAR          |
| 443837 | 2000 TJ1               | 10 d'octubre de 2000   | Socorro              | LINEAR          |
| 443838 | 2000 UL29              | 24 d'octubre de 2000   | Socorro              | LINEAR          |
| 443839 | 2000 WW28              | 23 de novembre de 2000 | Drebach              | Kandler, J.     |
| 443840 | 2000 WT110             | 20 de novembre de 2000 | Socorro              | LINEAR          |
| 443841 | 2000 WG170             | 25 d'octubre de 2000   | Socorro              | LINEAR          |
| 443842 | 2001 FA24              | 19 de març de 2001     | Socorro              | LINEAR          |
| 443843 | 2001 FO185             | 26 de març de 2001     | Kitt Peak            | Buie, M. W.     |
| 443844 | 2001 HU18              | 25 d'abril de 2001     | Anderson Mesa        | LONEOS          |
| 443845 | 2001 OK36              | 21 de juliol de 2001   | Kitt Peak            | Spacewatch      |
| 443846 | 2001 OR54              | 22 de juliol de 2001   | Palomar              | NEAT            |
| 443847 | 2001 OJ113             | 29 de juliol de 2001   | Palomar              | NEAT            |
| 443848 | 2001 PY29              | 10 d'agost de 2001     | Palomar              | NEAT            |
| 443849 | 2001 QW170             | 24 d'agost de 2001     | Socorro              | LINEAR          |
| 443850 | 2001 QC203             | 23 d'agost de 2001     | Anderson Mesa        | LONEOS          |
| 443851 | 2001 QE261             | 25 d'agost de 2001     | Socorro              | LINEAR          |
| 443852 | 2001 RB39              | 9 de setembre de 2001  | Socorro              | LINEAR          |
| 443853 | 2001 RE41              | 11 de setembre de 2001 | Socorro              | LINEAR          |
| 443854 | 2001 RM51              | 12 de setembre de 2001 | Socorro              | LINEAR          |
| 443855 | 2001 RT99              | 12 de setembre de 2001 | Socorro              | LINEAR          |
| 443856 | 2001 RC107             | 11 de setembre de 2001 | Anderson Mesa        | LONEOS          |
| 443857 | 2001 SB4               | 18 de setembre de 2001 | Prescott             | Comba, P. G.    |
| 443858 | 2001 SY30              | 16 de setembre de 2001 | Socorro              | LINEAR          |
| 443859 | 2001 SF77              | 17 de setembre de 2001 | Socorro              | LINEAR          |
| 443860 | 2001 SP89              | 20 de setembre de 2001 | Socorro              | LINEAR          |
| 443861 | 2001 SY195             | 19 de setembre de 2001 | Socorro              | LINEAR          |
| 443862 | 2001 SX207             | 19 de setembre de 2001 | Socorro              | LINEAR          |
| 443863 | 2001 SZ246             | 19 de setembre de 2001 | Socorro              | LINEAR          |
| 443864 | 2001 SL267             | 19 de setembre de 2001 | Socorro              | LINEAR          |
| 443865 | 2001 ST278             | 21 de setembre de 2001 | Anderson Mesa        | LONEOS          |
| 443866 | 2001 SB293             | 16 de setembre de 2001 | Socorro              | LINEAR          |
| 443867 | 2001 SM304             | 20 de setembre de 2001 | Socorro              | LINEAR          |
| 443868 | 2001 SX339             | 21 de setembre de 2001 | Anderson Mesa        | LONEOS          |
| 443869 | 2001 TO24              | 14 d'octubre de 2001   | Socorro              | LINEAR          |
| 443870 | 2001 TB25              | 20 de setembre de 2001 | Socorro              | LINEAR          |
| 443871 | 2001 TU50              | 19 de setembre de 2001 | Kitt Peak            | Spacewatch      |
| 443872 | 2001 TK95              | 20 de setembre de 2001 | Socorro              | LINEAR          |
| 443873 | 2001 TW99              | 14 d'octubre de 2001   | Socorro              | LINEAR          |
| 443874 | 2001 TV141             | 10 d'octubre de 2001   | Palomar              | NEAT            |
| 443875 | 2001 TZ146             | 10 d'octubre de 2001   | Palomar              | NEAT            |
| 443876 | 2001 TF161             | 11 d'octubre de 2001   | Palomar              | NEAT            |
| 443877 | 2001 TZ184             | 14 d'octubre de 2001   | Socorro              | LINEAR          |
| 443878 | 2001 TB213             | 13 d'octubre de 2001   | Anderson Mesa        | LONEOS          |
| 443879 | 2001 TL257             | 10 d'octubre de 2001   | Palomar              | NEAT            |
| 443880 | 2001 UZ16              | 25 d'octubre de 2001   | Socorro              | LINEAR          |
| 443881 | 2001 UX43              | 17 d'octubre de 2001   | Socorro              | LINEAR          |
| 443882 | 2001 UO87              | 21 d'octubre de 2001   | Kitt Peak            | Spacewatch      |
| 443883 | 2001 UB101             | 20 d'octubre de 2001   | Socorro              | LINEAR          |
| 443884 | 2001 UZ110             | 21 d'octubre de 2001   | Socorro              | LINEAR          |
| 443885 | 2001 UX135             | 22 d'octubre de 2001   | Socorro              | LINEAR          |
| 443886 | 2001 UF229             | 16 d'octubre de 2001   | Palomar              | NEAT            |
| 443887 | 2001 VU5               | 9 de novembre de 2001  | Socorro              | LINEAR          |
| 443888 | 2001 VX38              | 9 de novembre de 2001  | Socorro              | LINEAR          |
| 443889 | 2001 VP109             | 12 de novembre de 2001 | Socorro              | LINEAR          |
| 443890 | 2001 VO125             | 11 de novembre de 2001 | Kitt Peak            | Spacewatch      |
| 443891 | 2001 WQ55              | 19 de novembre de 2001 | Socorro              | LINEAR          |
| 443892 | 2001 XT4               | 9 de desembre de 2001  | Socorro              | LINEAR          |
| 443893 | 2001 XT20              | 9 de desembre de 2001  | Socorro              | LINEAR          |
| 443894 | 2001 XU104             | 14 de desembre de 2001 | Kitt Peak            | Spacewatch      |
| 443895 | 2001 XP170             | 14 de desembre de 2001 | Socorro              | LINEAR          |
| 443896 | 2001 XH220             | 15 de desembre de 2001 | Socorro              | LINEAR          |
| 443897 | 2001 YO36              | 18 de desembre de 2001 | Socorro              | LINEAR          |
| 443898 | 2001 YO92              | 17 de desembre de 2001 | Kitt Peak            | Spacewatch      |
| 443899 | 2002 AE19              | 6 de gener de 2002     | Socorro              | LINEAR          |
| 443900 | 2002 CU13              | 8 de febrer de 2002    | Desert Eagle         | Yeung, W. K. Y. |

## 443901–444000
| Nom    | Designació provisional | Data de descobriment   | Lloc de descobriment | Descobridor/s            |
| ------ | ---------------------- | ---------------------- | -------------------- | ------------------------ |
| 443901 | 2002 CD70              | 7 de febrer de 2002    | Socorro              | LINEAR                   |
| 443902 | 2002 CJ235             | 12 de febrer de 2002   | Kitt Peak            | Spacewatch               |
| 443903 | 2002 CJ309             | 11 de febrer de 2002   | Socorro              | LINEAR                   |
| 443904 | 2002 DA14              | 16 de febrer de 2002   | Palomar              | NEAT                     |
| 443905 | 2002 EM24              | 5 de març de 2002      | Kitt Peak            | Spacewatch               |
| 443906 | 2002 EY40              | 9 de març de 2002      | Socorro              | LINEAR                   |
| 443907 | 2002 EB60              | 13 de març de 2002     | Socorro              | LINEAR                   |
| 443908 | 2002 GA48              | 16 de març de 2002     | Kitt Peak            | Spacewatch               |
| 443909 | 2002 GM74              | 9 d'abril de 2002      | Kitt Peak            | Spacewatch               |
| 443910 | 2002 GC102             | 10 d'abril de 2002     | Socorro              | LINEAR                   |
| 443911 | 2002 GG183             | 4 d'abril de 2002      | Kitt Peak            | Spacewatch               |
| 443912 | 2002 NF21              | 9 de juliol de 2002    | Socorro              | LINEAR                   |
| 443913 | 2002 PO                | 2 d'agost de 2002      | Campo Imperatore     | CINEOS                   |
| 443914 | 2002 PW72              | 12 d'agost de 2002     | Socorro              | LINEAR                   |
| 443915 | 2002 PG112             | 5 d'agost de 2002      | Palomar              | NEAT                     |
| 443916 | 2002 PO157             | 8 d'agost de 2002      | Palomar              | Hönig, S. F.             |
| 443917 | 2002 PE179             | 4 d'agost de 2002      | Socorro              | LINEAR                   |
| 443918 | 2002 PZ187             | 8 d'agost de 2002      | Palomar              | NEAT                     |
| 443919 | 2002 QJ36              | 30 d'agost de 2002     | Palomar              | NEAT                     |
| 443920 | 2002 QW38              | 30 d'agost de 2002     | Kitt Peak            | Spacewatch               |
| 443921 | 2002 QH41              | 29 d'agost de 2002     | Palomar              | NEAT                     |
| 443922 | 2002 QL110             | 17 d'agost de 2002     | Palomar              | NEAT                     |
| 443923 | 2002 RU25              | 5 de setembre de 2002  | Socorro              | LINEAR                   |
| 443924 | 2002 RS31              | 4 de setembre de 2002  | Anderson Mesa        | LONEOS                   |
| 443925 | 2002 RW81              | 5 de setembre de 2002  | Socorro              | LINEAR                   |
| 443926 | 2002 RS172             | 13 de setembre de 2002 | Palomar              | NEAT                     |
| 443927 | 2002 SK27              | 29 de setembre de 2002 | Haleakala            | NEAT                     |
| 443928 | 2002 SL47              | 30 de setembre de 2002 | Socorro              | LINEAR                   |
| 443929 | 2002 SB50              | 30 de setembre de 2002 | Haleakala            | NEAT                     |
| 443930 | 2002 SO56              | 30 de setembre de 2002 | Socorro              | LINEAR                   |
| 443931 | 2002 TR34              | 2 d'octubre de 2002    | Socorro              | LINEAR                   |
| 443932 | 2002 TX135             | 4 d'octubre de 2002    | Anderson Mesa        | LONEOS                   |
| 443933 | 2002 TU165             | 13 d'agost de 2002     | Socorro              | LINEAR                   |
| 443934 | 2002 TY214             | 4 d'octubre de 2002    | Socorro              | LINEAR                   |
| 443935 | 2002 TY232             | 6 d'octubre de 2002    | Socorro              | LINEAR                   |
| 443936 | 2002 TP299             | 15 d'octubre de 2002   | Palomar              | NEAT                     |
| 443937 | 2002 TF311             | 4 d'octubre de 2002    | Apache Point         | Sloan Digital Sky Survey |
| 443938 | 2002 TB329             | 5 d'octubre de 2002    | Apache Point         | Sloan Digital Sky Survey |
| 443939 | 2002 UR8               | 15 de setembre de 2002 | Anderson Mesa        | LONEOS                   |
| 443940 | 2002 UD31              | 28 d'octubre de 2002   | Haleakala            | NEAT                     |
| 443941 | 2002 UJ66              | 30 d'octubre de 2002   | Apache Point         | Sloan Digital Sky Survey |
| 443942 | 2002 VG14              | 5 de novembre de 2002  | Socorro              | LINEAR                   |
| 443943 | 2002 VT23              | 5 de novembre de 2002  | Socorro              | LINEAR                   |
| 443944 | 2002 VE71              | 7 de novembre de 2002  | Socorro              | LINEAR                   |
| 443945 | 2002 VL87              | 8 de novembre de 2002  | Socorro              | LINEAR                   |
| 443946 | 2002 VF96              | 11 de novembre de 2002 | Socorro              | LINEAR                   |
| 443947 | 2002 VY116             | 11 d'octubre de 1993   | Kitt Peak            | Spacewatch               |
| 443948 | 2002 XO32              | 6 de desembre de 2002  | Socorro              | LINEAR                   |
| 443949 | 2002 XR32              | 6 de desembre de 2002  | Socorro              | LINEAR                   |
| 443950 | 2002 XZ39              | 11 de desembre de 2002 | Socorro              | LINEAR                   |
| 443951 | 2003 AX15              | 4 de gener de 2003     | Socorro              | LINEAR                   |
| 443952 | 2003 BJ73              | 29 de gener de 2003    | Palomar              | NEAT                     |
| 443953 | 2003 DW17              | 19 de febrer de 2003   | Palomar              | NEAT                     |
| 443954 | 2003 EU13              | 6 de març de 2003      | Palomar              | NEAT                     |
| 443955 | 2003 EC43              | 10 de març de 2003     | Kitt Peak            | Spacewatch               |
| 443956 | 2003 GD57              | 7 d'abril de 2003      | Kitt Peak            | Spacewatch               |
| 443957 | 2003 HM34              | 29 d'abril de 2003     | Kitt Peak            | Spacewatch               |
| 443958 | 2003 HW36              | 29 d'abril de 2003     | Kitt Peak            | Spacewatch               |
| 443959 | 2003 HS43              | 30 d'abril de 2003     | Kitt Peak            | Spacewatch               |
| 443960 | 2003 JH6               | 1 de maig de 2003      | Socorro              | LINEAR                   |
| 443961 | 2003 KO28              | 9 d'abril de 2003      | Kitt Peak            | Spacewatch               |
| 443962 | 2003 QR42              | 22 d'agost de 2003     | Palomar              | NEAT                     |
| 443963 | 2003 RM27              | 15 de setembre de 2003 | Palomar              | NEAT                     |
| 443964 | 2003 SF92              | 18 de setembre de 2003 | Kitt Peak            | Spacewatch               |
| 443965 | 2003 SA150             | 17 de setembre de 2003 | Socorro              | LINEAR                   |
| 443966 | 2003 SQ174             | 18 de setembre de 2003 | Kitt Peak            | Spacewatch               |
| 443967 | 2003 SA241             | 27 de setembre de 2003 | Kitt Peak            | Spacewatch               |
| 443968 | 2003 SX273             | 28 de setembre de 2003 | Socorro              | LINEAR                   |
| 443969 | 2003 SX304             | 17 de setembre de 2003 | Palomar              | NEAT                     |
| 443970 | 2003 SB312             | 30 de setembre de 2003 | Desert Eagle         | Yeung, W. K. Y.          |
| 443971 | 2003 SR318             | 18 de setembre de 2003 | Kitt Peak            | Spacewatch               |
| 443972 | 2003 TN1               | 5 d'octubre de 2003    | Socorro              | LINEAR                   |
| 443973 | 2003 TX26              | 20 de setembre de 2003 | Kitt Peak            | Spacewatch               |
| 443974 | 2003 TK54              | 5 d'octubre de 2003    | Kitt Peak            | Spacewatch               |
| 443975 | 2003 UF104             | 17 d'octubre de 2003   | Kitt Peak            | Spacewatch               |
| 443976 | 2003 UY196             | 21 d'octubre de 2003   | Kitt Peak            | Spacewatch               |
| 443977 | 2003 UE234             | 24 d'octubre de 2003   | Socorro              | LINEAR                   |
| 443978 | 2003 UV277             | 25 d'octubre de 2003   | Socorro              | LINEAR                   |
| 443979 | 2003 UJ278             | 28 de setembre de 2003 | Kitt Peak            | Spacewatch               |
| 443980 | 2003 UP355             | 19 d'octubre de 2003   | Kitt Peak            | Spacewatch               |
| 443981 | 2003 UF379             | 22 d'octubre de 2003   | Apache Point         | Sloan Digital Sky Survey |
| 443982 | 2003 VF4               | 14 de novembre de 2003 | Palomar              | NEAT                     |
| 443983 | 2003 WP19              | 19 de novembre de 2003 | Socorro              | LINEAR                   |
| 443984 | 2003 WT35              | 19 de novembre de 2003 | Catalina             | CSS                      |
| 443985 | 2003 WD54              | 20 de novembre de 2003 | Kitt Peak            | Spacewatch               |
| 443986 | 2003 WA74              | 20 de novembre de 2003 | Socorro              | LINEAR                   |
| 443987 | 2003 WP77              | 20 de novembre de 2003 | Campo Imperatore     | CINEOS                   |
| 443988 | 2003 WU115             | 20 de novembre de 2003 | Socorro              | LINEAR                   |
| 443989 | 2003 WD120             | 20 de novembre de 2003 | Socorro              | LINEAR                   |
| 443990 | 2003 WQ134             | 21 de novembre de 2003 | Socorro              | LINEAR                   |
| 443991 | 2003 WA137             | 21 de novembre de 2003 | Socorro              | LINEAR                   |
| 443992 | 2003 WT171             | 29 de novembre de 2003 | Kingsnake            | McClusky, J. V.          |
| 443993 | 2003 XS2               | 1 de desembre de 2003  | Socorro              | LINEAR                   |
| 443994 | 2003 XN10              | 5 de desembre de 2003  | Socorro              | LINEAR                   |
| 443995 | 2003 XT12              | 14 de desembre de 2003 | Palomar              | NEAT                     |
| 443996 | 2003 YD5               | 16 de desembre de 2003 | Catalina             | CSS                      |
| 443997 | 2003 YZ19              | 17 de desembre de 2003 | Kitt Peak            | Spacewatch               |
| 443998 | 2003 YO27              | 17 de desembre de 2003 | Kitt Peak            | Spacewatch               |
| 443999 | 2003 YH33              | 16 de desembre de 2003 | Kitt Peak            | Spacewatch               |
| 444000 | 2003 YV36              | 17 de desembre de 2003 | Kitt Peak            | Spacewatch               |